# Afrikanische Religionen

Ethnolinguistische Gruppen in Afrika, Stand 1996

Die Gruppe der afrikanischen Religionen bildet nach dem Christentum und dem Islam den drittgrößten Religionskomplex Afrikas, der eine Vielzahl von ethnischen Religionen, Kulten und Mythologien umfasst, die es in verschiedensten Ausprägungen auf diesem Kontinent gibt und die trotz aller Unterschiede zahlreiche grundlegende Gemeinsamkeiten aufweisen. Da die arabisch geprägten Regionen Nordafrikas im Zuge der islamischen Expansion (Mitte des 7. bis zum 8. Jahrhundert) und danach islamisiert wurden, bezieht sich dieser Artikel prinzipiell auf Subsahara-Afrika.

## Vorbemerkung
Laut Encyclopædia Britannica betrug die Anzahl der Anhänger traditioneller Religionen im Jahr 2003 etwa 100 Millionen, wobei diese Zahl aufgrund intensiver Missionstätigkeit durch Christen und Muslime stetig zurückgeht.
Bis heute leben auf dem Kontinent fast 3000 unterschiedliche Ethnien mit mindestens 1000 verschiedenen Sprachen und zahlreichen unterschiedlichen Kulturräumen. Entsprechend ausführlich muss daher die Betrachtung der afrikanischen Religionen ausfallen, vor allem ihrer generellen religiösen Grundlagen im Rahmen ihrer ökosozialen Beziehungsgeflechte. Die Darstellung der religiösen Grundlagen muss allerdings vor allem hier insoweit eingeschränkt werden, als ein zeitlicher Rahmen nach oben hin zu setzen ist, der sich in etwa auf die Zeit bis zur Mitte des 19. Jahrhunderts bezieht, als die Periode massiver europäischer Kolonisationen begann. Aktuelle Zustände sind hingegen für die Beurteilung nicht primär relevant, da sich die religiösen Muster Afrikas seither rapide geändert haben, obwohl bis in unsere Tage hinein zahlreiche dieser ethnischen Religionen lebendig geblieben sind, ja unter dem Einfluss eines steigenden afrikanischen Selbstbewusstseins manchmal wieder kulturprägend wurden.
Der zwischen Gegenwart und Vergangenheit schwankende Tempuswechsel in der folgenden Darstellung spiegelt diese Tatsache wider, denn es ist/war nie genauer zu ermitteln, ob bestimmte Religionen noch vollständig, teilweise, in Spuren, nicht mehr oder erneut und in der geschilderten Form oder in mehr oder weniger synkretistischer Gestalt bestehen/bestanden. Er wurde daher als inhaltliches Kriterium bewusst so belassen und bildet de facto als vor allem volksreligiöser, mitunter schichtspezifischer Unsicherheitsfaktor ein weiteres wesentliches Charakteristikum afrikanischer Religionen, wie sie sich in der Gegenwart präsentieren.
Wie für alle ethnischen Religionen typisch, können zwar einige Gemeinsamkeiten beschrieben werden, doch grundsätzlich gilt, dass es sich auch bei den afrikanischen Religionen um jeweils eigenständige Glaubenssysteme handelt, die sich nur für uneingeweihte Dritte oftmals schwer voneinander abgrenzen lassen.

## Grundlegende religiöse Phänomene und Konzepte der afrikanischen Religionen

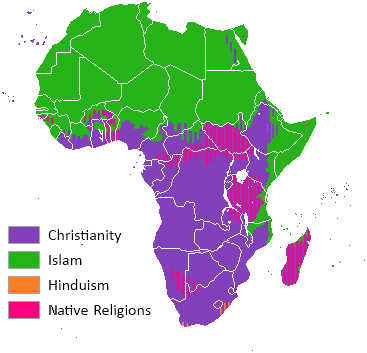
Grobverteilung der afrikanischen Religionen

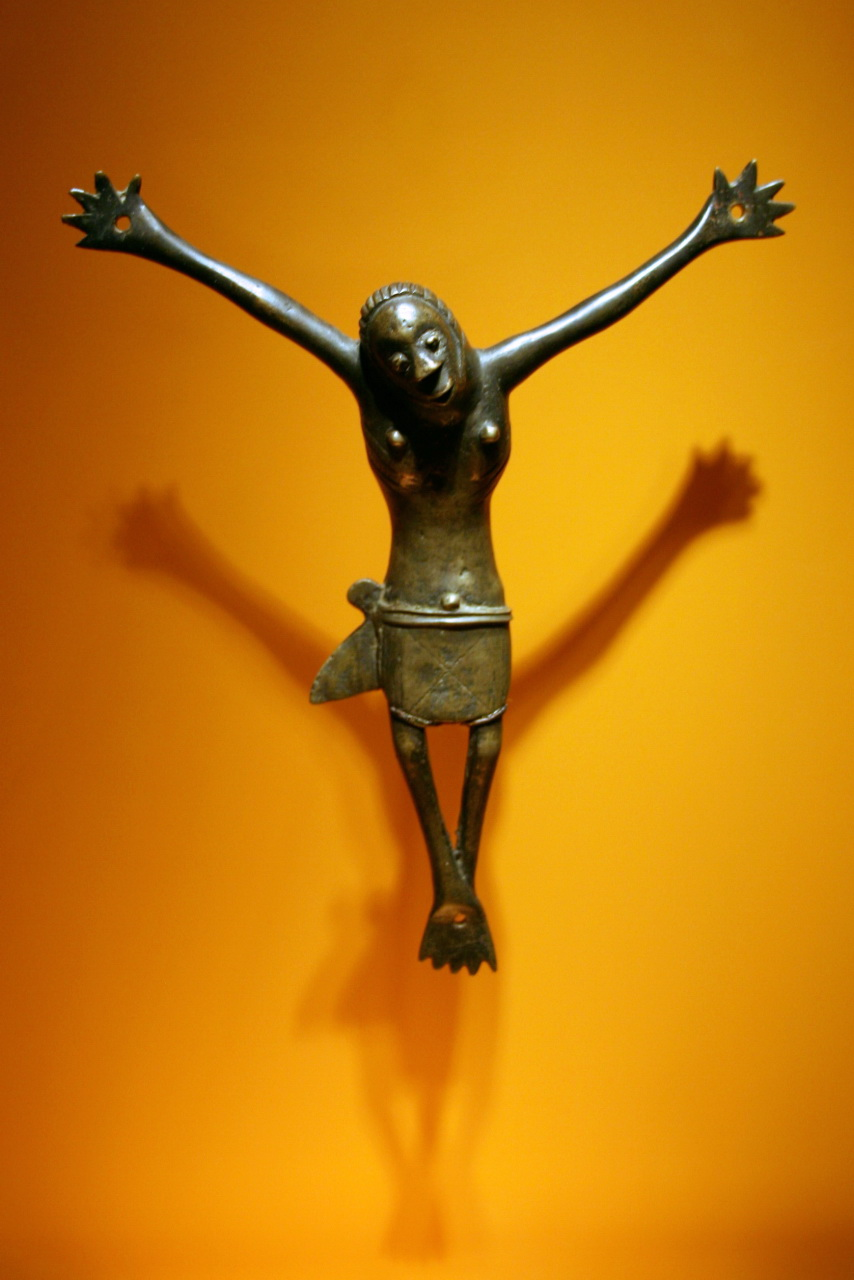
Kruzifix aus dem Kongobereich, 17. Jahrhundert, Kupferlegierung. Ein typisches Synkretismusphänomen, denn das von Missionaren im 15. Jahrhundert als Ergänzung zu den Stäben und Zeptern der dortigen Häuptlinge eingeführte Symbol wurde später „afrikanisiert“ und blieb auch nach dem Verschwinden der Missionare im 18. Jahrhundert erhalten, denn das Kreuz war in der Kosmologie der Kongovölker Zeichen des Zusammentreffens der diesseitigen mit der Geisterwelt.

Cavendish notiert: „Im allgemeinen muss man über die afrikanischen Religionen … in der Vergangenheitsform sprechen. Die meisten Afrikaner haben bereitwillig oder unter Zwang den Islam (z. B. in Nord- und Westafrika, im Sudan und in Somalia) oder das Christentum (im größten Teil Zentral- und Südafrikas) angenommen. Nur sehr wenigen Stämmen wie den ihrer kulturellen Tradition besonders bewussten Yoruba in Nigeria ist es gelungen, ihre ursprüngliche Religion mit einem vollständigen Pantheon zu bewahren.“ Allerdings sind diese Hochreligionen vor allem im Bereich der Volksreligiosität außerhalb der großen Städte oft nur ein dünner Firnis, unter dem sich die alten Religionen teilweise synkretistisch erhalten haben, und bei zurückgezogen lebenden Völkern findet man sie durchaus noch in der Reinform.
- Allgemeine Charakteristika:[4]

1. Verallgemeinert sind Christentum und Islam Religionen der Städte. Afrikanische Religionen sind eher außerhalb der Städte verbreitet.
2. Die Religionen durchdringen alle Lebensbereiche und bilden keine separate Welt. Jedes Ereignis im Leben wird auf übernatürliche Ursachen zurückgeführt. Religion wird als Geburtsrecht erworben, Religionsübertritte sind nicht vorgesehen. Die Bindung an einzelne Lebensabschnitte ist intensiv.
3. Die Vorstellung einer Lebenskraft, die die diesseitige mit der metaphysischen Welt verbindet, ist zentral.
4. Die afrikanische Religion ist lebensbejahend und hat für Askese wenig übrig. Ihr höchster Wert ist die allseitige Harmonie, vor allem im Rahmen der sozialen Gemeinschaft wie Familie, Klan, Sippe, Stamm, Lineage usw.
5. Im Volksglauben verbirgt sich allerdings auch viel Angst vor Geistern, Ahnen, Magie usw.[5]

- Götter: All diese Völker haben die Vorstellung eines Hochgottes oder Schöpfergottes, der jenseits der menschlichen Vorstellung und unerreichbar ist, mitunter auch als Sippenahnengeist oder Herr der Tiere bzw. Erdherr auftritt. Diese Gottheit ist oft geschlechtsneutral, mitunter auch männlich oder weiblich. In einigen Fällen hat sich daneben wie etwa bei den Yoruba Westafrikas ein systematisiertes polytheistisches Pantheon entwickelt, zu dem auch Kulturheroen gehören.
- Kosmogonie: Sie ist zentral in allen afrikanischen Glaubensvorstellungen und enthält die Ursprünge der Völker und ihre einstigen Wanderungen. Weiter erklärt sie die grundlegenden weltanschaulichen Fragen jeder Kultur wie den Ursprung von Leben und Tod, die Natur der Gesellschaft, die Beziehungen zwischen Mann und Frau und von Lebenden und Toten etc. Soziale Werte werden meist in Mythen, Legenden, Sagen, Märchen, Rätseln und dergleichen verschlüsselt; sie sind daher für Außenstehende oft nicht leicht zu deuten, da sie oft spezifische historische, lokale und soziologische Inhalte transportieren.
- Mythen:[6] Die afrikanischen Mythen weisen Themen auf, die für viele Völker gemeinsam sind und unterscheiden sich innerafrikanisch hauptsächlich in den Einzelheiten, nicht in den Grundvorstellungen. Die meisten handeln vom Ursprung und Tod des Menschen und einigen wenigen Bräuchen. Einige erzählen von der Schöpfung, vom Verlust des Paradieses und der Unsterblichkeit. Allerdings scheinen in manche dieser Mythen auch christliche Elemente eingedrungen zu sein. Anthropozoomorphe Mischwesen sind vor allem in der afrikanischen Maskenkunst präsent.[7] Daneben gibt es Mythen über Geister, Magie und Hexen, Krankheiten usw. Dabei fallen Bezüge zu anderen Kontinenten und ihren Mythen auf. Ein weiteres Mythenthema ist die Gesellschaftsordnung und ihre Entstehung. Vor allem in westafrikanischen Mythen spielen Zwillinge eine wichtige Rolle, dazu Flussgötter und Dämonen.
- Gemeinschaft: Die afrikanischen Religionen betonen durchweg die Bedeutung der Gemeinschaft und legen weit weniger Wert auf die Bedeutung des Einzelnen. Da sie die gemeinschaftsformenden Faktoren betonen, unterscheiden sich die Religionen vor allem dann voneinander, wenn dies die Gesellschaften auch tun. Dies ist nicht nur für Westafrika typisch, sondern gilt mehr oder weniger für alle Völker des Kontinents. Eine wesentliche Ursache dieses für Europäer ungewohnten Verhaltens liegt nach Ansicht der Kolonialherren in der Tatsache, dass Afrika sehr wenig fruchtbare Böden aufweist, der Bezug zum Boden im Gegensatz zu anderen Kontinenten, insbesondere zu Europa, also gering ausgeprägt war. Umso wertvoller für das Überleben der Gesamtheit war dagegen der Zusammenhalt der Gemeinschaft, insbesondere die menschliche Arbeit. Das gilt nicht nur für nomadisierende Jäger und Sammler, bei denen diese Haltung quasi natürlich ist, sondern auch für die bäuerliche Bevölkerung insgesamt.[8]
- Ahnen: Es herrscht allgemein die Vorstellung von Ahnen- und Totengeistern, die unter Umständen göttliche Qualitäten erlangen können. Die Ahnen, die oft als Mitglieder der Familie betrachtet werden, haben ihren Platz unter den wichtigsten kosmischen Mächten, und vor allem in den westafrikanischen Religionen bestimmen sie weitgehend deren Charakter, wirken schützend und helfend in das Alltagsleben hinein, wie die Wächterfiguren in zahlreichen afrikanischen Kulturen auch figürlich demonstrieren.[9] Nicht jeder Tote erreicht allerdings den Status eines Ahnen. Ahnen verhalten sich ähnlich wie Schutzgeister. Mit Hilfe von als Medium befähigten Menschen, Träumen oder Visionen können die Ahnen ihre Wünsche kundtun, die dann möglichst erfüllt werden müssen. Es gibt allerdings keineswegs überall eine Ahnenanbetung im engeren Sinne eines Ahnenkultes. Tatsächlich scheinen die afrikanischen Gottesvorstellungen aus dem Ahnenkult hervorgegangen zu sein.[10]
- Auch die Vorstellung der Besessenheit durch Geister, insbesondere bei Medien, existiert bei einigen Völkern vor allem Zentralafrikas und des nilotischen Sprachkreises, findet sich aber im Prinzip überall in Afrika. Trance bzw. Ekstase und Séancen, meist durch Tänze etc., nie durch Drogen, sind dabei üblich. Die Besessenheit kann positiv sein und durch Medizinmänner genutzt werden oder negativ als Folge einer Übernahme durch eine feindliche Geistmacht, die dann vertrieben werden muss. Eliade[11] definiert wie folgt: „Der wesentliche Unterschied zwischen Zauberern und Inspirierten besteht darin, dass die Zauberer nicht von den Göttern und Geistern »besessen« sind, sondern im Gegenteil einen Geist zur Verfügung haben, der für sie die eigentliche magische Arbeit tut.“
- Geister: Die wichtigsten Geistmächte stehen gewöhnlich in Verbindung mit Dingen oder Wesen, mit denen die Menschen täglich umgehen oder die sie aus der Vergangenheit kennen. Verschiedene Arten von Geistern sind unterschiedlichen Ebenen zugeordnet: Luft, Erde, Flüsse, Wälder, Berge, Donner, Erdbeben, Epidemien usw. Oft sind die Geister Personifizierungen dieser natürlichen Gegebenheiten oder sie sind die Seelen dieser Naturerscheinungen (→ Animismus). Viele Geister sind in die Familiengeschichte eingebunden.
- Magie, Zauberei und Hexerei: Bis heute ist der Glaube an Hexerei und Zauberei ausgeprägt und diente und dient vor allem dazu, den Menschen, die sich ihrer geringen Kontrolle von Natur und Gesellschaft durchaus bewusst waren, Unglücksfälle und Schicksalsschläge aller Art zu erklären. Bei den Yoruba werden Hexen und Zauberer allerdings auch positiv gesehen. Bei den westafrikanischen Völkern sind Hexen stets weiblich. Talismane sind zur Abwehr verbreitet.
- Mystische Kraft: Der Glaube daran ist gesamtafrikanisch. Menschen haben in unterschiedlichem Maße Zugang zu ihr. Wird sie gegen andere eingesetzt, gilt sie als Zauber oder Hexerei, gegen die sich die Gemeinschaft dann wehrt. Oft wird diese Kraft eingesetzt, um bestimmte positive Ziele zu erreichen (bis heute etwa in der Politik, im Fußball usw.). Der westafrikanische Voodoo ist ein Beispiel dafür, das als kulturelles Mitbringsel der Sklaven bis in die Karibik gelangt ist. (Für Rastafari, Candomblé, Umbanda und andere afroamerikanische Religionen ist die Ausgangslage ähnlich, allerdings meist komplizierter.)
- Wahrsagerei und Orakel, sogar Ordale sind weit verbreitet, ebenso die magische Beeinflussung des Wetters und Heilmagie. Der Begriff des Medizinmanns ist hier wie in anderen Kulturen dafür indikatorisch.
- Religiöse Akteure: In den meisten Gesellschaften Afrikas sind dies Priester, Sippen- und Lineage-Älteste, Regenmacher, Wahrsager, Medizinmänner usw. Die wenigsten von ihnen sind professionelle Spezialisten, vielmehr beziehen sie ihre Autorität aus Alter, Abstammung oder gesellschaftlicher Position und sind lediglich für das Wohlergehen der Gruppe zuständig, der sie vorstehen, die beispielsweise aus einer Großfamilie, Lineage, lokalen Gemeinschaft oder einem Clan, Stamm oder Häuptlingstum bestehen kann. Der Medizinmann durchläuft wie der Wahrsager oft eine lange Lehrzeit. Die Beziehung dieser Akteure zu jenseitigen Mächten ist oft persönlich und sehr eng.
- Riten: Sie sind überall für bestimmte Lebensstadien gebräuchlich, also Schwangerschaft, Geburt, Initiation, Ehe, Tod und Begräbnis und können lokal sehr unterschiedlich ausgeprägt sein.

Bis zum Ausgang des 20. Jahrhunderts versuchten einige Autoren (etwa Mircea Eliade, Michael Harner oder David Lewis-Williams), ihre Schamanismus-Konzepte – deren Ursprungsideen sich auf die Schamanen Sibiriens beziehen – auch auf Afrika auszuweiten. Speziell für Afrika wurde jedoch kritisiert, dass es dort eine „schamanische Seelenreise“, eine Berufung durch die Geister und bestimmte charakteristische Utensilien nicht gibt, die als Voraussetzung für diese Konzepte gelten.

## Einteilung nach Hermann Baumann
Eine regionale, durch kulturelle Kriterien erweiterte Einteilung wurde in Baumanns posthum erschienenen Standardwerk „Die Völker Afrikas und ihre traditionellen Kulturen“ aus dem Jahre 1975 vorgenommen, das trotz seines Alters eine gute Übersicht bietet, da Baumann und seine Koautoren seinerzeit noch viele Phänomene beobachten konnten, die heute weitgehend verschwunden sind. (Er zielt denn auch bewusst soweit möglich auf den vorkolonialen Status vor Mitte des 19. Jahrhunderts.) Diese Kombination scheint auch bei der Betrachtung der afrikanischen Religionen und angesichts der multiplen Überlagerungen und Überlappungen am günstigsten handhabbar.
Berücksichtigt man die enorme regionale Inkonsistenz ethnischer, sprachlicher und kultureller Gruppen in Afrika, ergibt sich zwangsläufig für Afrika ein Gliederungsmuster, das nicht vorwiegend geographisch sein sollte, sondern an den kulturellen Phänomenen orientiert, wie dies Sergei Alexandrowitsch Tokarew vorstellt, der vor dem Hintergrund der jeweiligen Gesellschaftsformen und ihrer Subsistenzstrategien drei für die religiöse Problematik relevante kulturell unterscheidbare Volksgruppen für Afrika feststellt, wie sie auch Baumann postuliert (s. u.).
Weiter zu beachten ist die Aufteilung in Sphären der Großreligionen: im Norden vorwiegend Islam, im Süden vorwiegend Christentum, obwohl diese Verteilung nicht eindeutig ist, da es auf beiden Seiten Einsprengsel der jeweils anderen Religion gibt. Dass diese Großreligionen zudem einen beträchtlichen Einfluss auf die alten religiösen Vorstellungen ausgeübt haben, braucht angesichts der Ähnlichkeit dieses Phänomens mit anderen vergleichbaren Vorgängen weltweit nicht betont zu werden.
Unter Berücksichtigung der baumannschen Kulturprovinzen Afrikas ergibt sich eine religionssoziologisch relevante Unterteilung in drei Hauptgruppen:
- Gruppe I: Die nomadisierenden Jäger-Sammler, die weder Feldbau noch Viehzucht kennen: „Buschmänner“ (heute als San bezeichnet), Pygmäen, Hadza.
- Gruppe II: Die Völker Schwarzafrikas, also die Feldbau und Viehzucht betreibende Bevölkerung Süd-, Äquatorialafrikas sowie des subsaharischen Nordafrika (Sudanzone), die die überwältigende Mehrheit der Afrikaner bilden: Khoikhoi, Bantuvölker, und die verschiedenen Sprachgruppen angehörenden Völker des Sudan und des Gebietes der großen Seen.
- Gruppe III: Die alten und vorwiegend islamischen Kulturvölker in Nord- und Nordostafrika (s. Nordafrika und Geschichte Nordafrikas). Diese Gruppe ist hier allerdings nur am Rande relevant, soweit sich Synkretismen mit dem hier vorherrschenden Islam und vorislamische Glaubensreste finden.

### Gruppe I: Nomadisierende Jäger-Sammler
Es werden hier wie in den folgenden Abschnitten nur die Grundzüge und wichtigsten Phänomene dargestellt, nicht hingegen die Gesamtstrukturen der jeweiligen Religionen der einzelnen Ethnien und die im vorigen Abschnitt bereits geschilderten Gemeinsamkeiten. Einzelne, häufig sehr kleine Splittergruppen, die sich zumeist inzwischen ohnehin an ihre bäuerliche Nachbarschaft akkulturiert haben und über die oft kaum etwas bekannt ist, werden weiter unten im Zusammenhang mit den jeweiligen bäuerlichen Nachbarn besprochen, soweit Informationen über sie vorliegen. Insgesamt gibt es in Afrika folgende größere Wildbeutergruppen:
- Steppenwildbeuter (Salzsteppen, Trockensavannen):
  - In SW-Afrika: San, Bergdama, Kwisi
  - In Ostafrika: Dorobo, Hadza usw.
- Waldwildbeuter (tropischer Regenwald, selten Feuchtsavanne):
  - Pygmäen und Pygmoide (Kongo, Ruanda)

Als repräsentativ werden für die erste Gruppe die San, Hadza und Bergdama besprochen, für die zweite die Pygmäen, da für diese Völker die besten Informationen zur Religion vorliegen.
Buschmänner

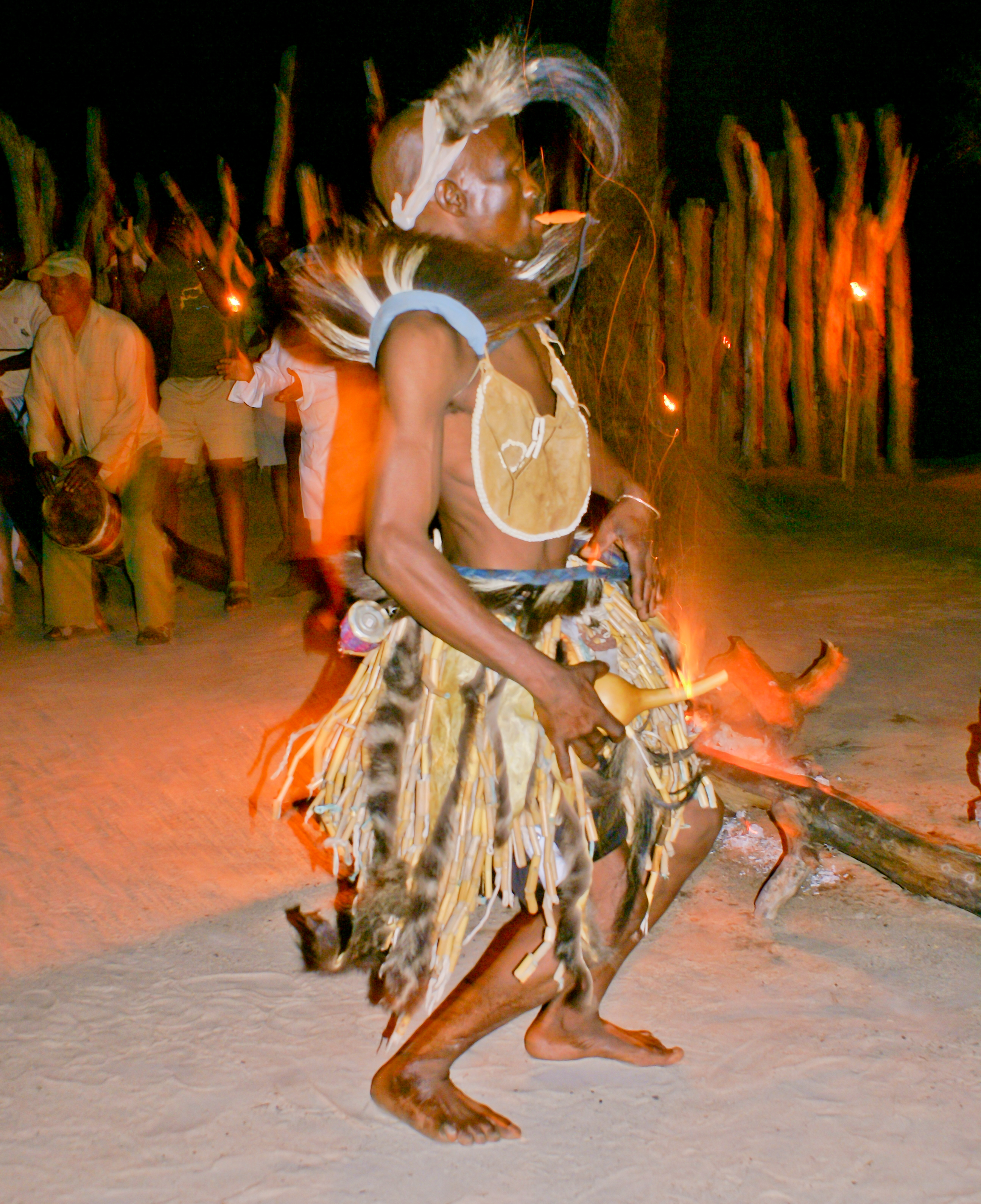
Tanzender San, Camp Jao, Botswana

- Eine Khoisan sprechende Steppenwildbeutergruppe in den Trockensavannen Südafrika, vermutlich Reste einer einst viel stärkeren Urbevölkerung, die von später eindringenden Viehnomaden und Ackerbauern verdrängt wurden. Sie leben in Sippenverbänden.
- Totemistische Vorstellungen sind erkennbar in den Mythen und den Tiernamen der Sippen und den Felszeichnungen, die viele anthropozoomorphe Gestalten zeigen (s. oben). Sie hatten große Angst vor den Gaua, den unheilbringenden Geistern der Toten, doch keinen eigentlichen Ahnenkult.
 Ein jagdmagischer Kult ist typisch. Gebete werden dazu an Naturerscheinungen wie den Mond gerichtet. Auffallend ist die Verehrung der Mantis bzw. Gottesanbeterin, der Fangschrecke Ngo oder Cagn, die mit einem unsichtbaren himmlischen Geist in Verbindung steht und auch als Kulturheros auftritt. Als Kaang ist sie bei den Lesotho-San eine Schöpfergottheit und kann sich in verschiedene Gestalten verwandeln, sorgt außerdem für das leibliche Wohlergehen ihrer Geschöpfe. Auch andere Tiere wie der Regenbulle Khwa haben einen starken mythologischen Bezug oder sind Schutzherren der Stammesinitiation. Kraft- und Seelenglauben vermischen sich bei den San mit einem betont magischen Denken (Zauberglaube).
- Das in Verbindung mit der magischen Welt stehende Medizinmannwesen ist bei allen San stark ausgeprägt. Medizinmänner sollen etwa durch die Beschwörung des Regenbullen für Regen sorgen; sie konnten sich in Tiere verwandeln. Man unterscheidet hier gute von bösen Zauberern. Sie sind Heiler, die versuchen, die Geister durch Tanz und Ekstase in ihre Gewalt zu bringen oder durch Analogiezauber Einfluss auf das Geschehen in der Natur zu nehmen. Zauberer durchlaufen eine lange Ausbildung und haben eine eigene Zeremonialtracht. Sie sehen die Totengeister und sprechen mit ihnen, um sie um Hilfe zu bitten, stellen Amulette her und betätigen sich als Wahrsager. Gefürchtet sind ihre Zauberpfeile.

Steppenwildbeutergruppen Äquatorialafrikas
Es sind dies nomadisierende, meist sehr kleine Jäger-Sammler-Gruppen Nord-Tansanias: die Hadza, die Aasáx, die Omotik-Dorobo und die Akié-Dorobo
Die Religion der Hadza ist minimalistisch. Auf Rituale legen sie wenig Wert, und für Mystik, Geister oder Gedanken über das Unbekannte bietet ihre Lebensweise wenig Raum. Ein besonderer Jenseitsglaube tritt ebenfalls nicht auf, desgleichen keine Priester, Geisterbeschwörer oder Medizinmänner. Gott wird als blendend hell, ungeheuer mächtig und wichtig für das Leben gesehen und mit der Sonne gleichgesetzt. Das wichtigste Hadza-Ritual ist der epeme-Tanz in mondlosen Nächten. Die Ahnen sollen dabei aus dem Busch kommen und am Tanz teilnehmen.
Bergdama (Damara)
- Dieses früher auch „Klipkaffer“ genannte Wildbeutervolk (sie halten aber auch Ziegen) lebt in den schwer zugänglichen Regionen der Gebirge Südwestafrikas. Sie leben in Familienclans und legen ihre Werft genannten halbnomadischen Siedlungen um einen heiligen Baum (Werftbaum) und ein heiliges Feuer an.
Das Familienoberhaupt ist zugleich religiöses Oberhaupt. Es gibt weder Häuptlinge noch Stämme, jedoch einen Heiler. Initiationen waren als „Jägerweihe“ üblich. Die Stellung der Frau war stark.
- Wie bei San und Khoikhoi steht die Totenfurcht im Zentrum. Der Weg des Toten ins Jenseits wird als gefährlich und beschwerlich angesehen. Hat der Tote das „Gamabs Werft“ genannte Jenseits erreicht, ist er unsterblich und glücklich. Gamab ist die zentrale Figur in der Religion der Bergdama, eine Art allwissendes, allmächtiges, höchstes göttliches Wesen. Zauberer holen sich Rat bei ihm, doch hat er auch dunkle, furchterregende Aspekte und ist Herr der Toten, die sich vom Fleisch der Verstorbenen nähren. Tote können auch als Gespenster ihr Unwesen treiben, und entsprechend zielen die Bestattungsbräuche darauf, dies zu verhindern. Außerdem können die Toten den Lebenden Krankheitskeime in den Körper schmuggeln.
- Der Gama-oab, der Mann Gamabs, genannte Zauberer kann diese magischen Erreger wieder aus dem Körper saugen, nachdem er im Gespräch mit Gamab erfahren hat, woher diese Keime stammen. Gleichzeitig erfährt er die künftigen Pläne Gamabs und kann die Dorfbewohner gegebenenfalls warnen und ihnen Abwehrmittel geben, agiert also als Wahrsager. Diese Zauberer werden von Gamab berufen, ohne dass sie sich dagegen wehren können. Durch Singen von Zauberliedern geraten sie in Trance, und ihr Geist kann sich dann in weit entfernte Länder, ja bis zu den Ländern Gamabs selbst jenseits der Sterne begeben, also eine Himmelsreise durchführen. Die Umstehenden lesen dabei aus den Zügen des Verzückten die Zukunft und erfahren nach seinem Erwachen allerlei Nützliches.

Pygmäen

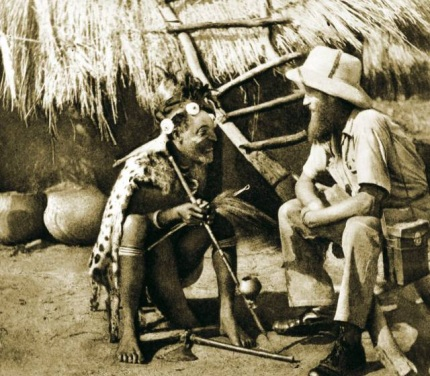
Ein Europäer, evtl. Kazimierz Nowak (1897–1937), im Gespräch mit einem Pygmäen-Medizinmann

Repräsentativ und am besten erforscht sind die Mbuti-Pygmäen des Ituri-Waldes.
- Im Zentrum von Religion und Lebens insgesamt steht der Wald.
- Patrilinear organisierte Jäger-Sammler-Gruppen (Jagdschar, die von einem Ältesten angeführt wird), die am Kongo sowie einigen anderen Gebieten Zentralafrikas leben, teilweise aber auch unter dem Einfluss benachbarter Kulturen zu Hackbauern und Pflanzern geworden sind. Kleine Lokalgruppen sind meist zu einem Totemklan zusammengeschlossen, der aber kein gemeinsames Oberhaupt hat.
- Ihre wichtigsten religiös-magischen Vorstellungen hängen mit der Jagd zusammen[27] und sie verehren einen Waldgeist als Herrn der Tiere. Die Bambuti und andere Gruppen des Ituri-Waldes, wo die ursprünglichsten Pygmäen leben, kennen jedoch meist nur Sippentotems, die als Ursprung der Sippe gelten, größtenteils Tiere, gelegentlich auch Pflanzen. Individualtotems werden gelegentlich auch ausgewählt. Totems dürfen nicht gegessen oder anderweitig benutzt werden, allerdings sind es durchweg nicht genießbare oder schwer jagdbare Tiere. Bestimmte Spinnen und Käfer sowie das Chamäleon gelten als Gottesboten. Nach dem Tode der als religiöses Oberhaupt fungierenden Sippenführer verkörpert sich die Seele im Totemtier. Die Seele wird danach zum beratenden Totengeist. Ein Bestattungskult ist aber kaum entwickelt und präsentiert sich vorwiegend als Totenaussetzung. Ein eigentlicher Totenkult fehlt.
- Der Glaube an heilbringenden wie unheilvolle Kräfte der Natur ist lebendig. Die Mbuti tragen kraftgeladene Amulette. Im Zentrum steht der Glaube an eine Lebenskraft, die sich vom Ältesten auf alle Mitglieder der Gemeinschaft vererbt. Die Kraft entstammt der Gottheit, die durch Riten wie Tänze um das heilige Feuer und Gesänge sowie das Tuten der lu-somba-Trompete angerufen wird.
- Zentral sind Initiationen, die als Kommunikation mit der für einen Jäger unentbehrlichen magischen Kraft aufgefasst werden. Bei den Gabun-Pygmäen sind Initiationen und die damit einhergehenden männlichen Geheimbünde aber unbekannt.
- Es gibt die Vorstellung eines Hochgottes, der im Wald lebt, und nicht ausdrücklich angebetet wird, den man aber bittet und dem man opfert. Er erscheint im Regenbogen und in der Sonne und ist als Riesenelefant Stütze des Himmels. Bei den Gabun-Pygmäen ist er als kmwum identisch mit dem Herrn der Tiere und wird dann auch angebetet. Manchmal neckt er die Pygmäen aber auch. Totemzeremonien sind häufig, sie dienen auch Heilzwecken.
- Insgesamt findet sich eine schwer zu trennende Vorstellungswelt von animistischen und nichtanimistischen Gedanken, vom lebenden Leichnam über vielschichtige Seelenvorstellungen bis zu Totengeistern, die im Traum erscheinen und denen sogar geopfert wird. Vorherrschend ist aber die Angst vor Geistern und Gespenstern. Ein personell definiertes Medizinmannwesen ist unbekannt.

### Gruppe II: Bäuerliche und Hirtenbevölkerung Schwarzafrikas
Die Kulturen und Ethnien dieser zweiten religiösen Großgruppe, die durch eine agrarische Subsistenzstrategie als Bauern und/oder Hirten mit entsprechenden Religionsformen und gelegentlich alte sakrale Königtümer gekennzeichnet sind, erweisen sich als außerordentlich heterogen und unübersichtlich, folgen jedoch im Allgemeinen den oben genannten Kriterien. Die Einteilung des teilweise unvollständig oder nur in Relikten präsenten Zustandes folgt der von Süden nach Norden fortschreitenden Einteilung in Kulturprovinzen, wie sie Hermann Baumann vorgenommen hat. Dabei werden Ethnien mit ihren religiösen Grundzügen im Zusammenhang mit ihren wesentlichsten gesellschaftlichen und ökonomischen Faktoren im Rahmen der geographisch-ethnischen Großregionen paradigmatisch dargestellt. Die Region umfasst die modernen Staaten Südafrika, Namibia, Botswana, Simbabwe, Mosambik, Malawi, Angola, Sambia und Madagaskar.
Die Khoisan sprechenden Völker Südafrikas
- !Kung-San (ǃKhung): Siehe oben. Sie sind Jäger-Sammler-Nomaden.
- Bergdama: Siehe oben. Sie sind Jäger-Sammler-Nomaden.
- „Hottentotten“:[28] Eine in der Kolonialzeit von den Buren erstmals verwendete, diskriminierend gemeinte Sammelbezeichnung für die in Südafrika und Namibia lebende Völkerfamilie der Khoi Khoi, zu der die Nama, die Korana und Griqua (Orlam und Baster) gehörten. Viehzüchter mit starker Jägerkomponente; die ökonomischen Übergänge zu den San sind jedoch fließend. Die Kap- und Ost-Khoikhoi sind heute ausgestorben.
Ihre Religion ähnelt der der San: Totenfurcht, Ehrung der Vorfahren, aber kein Ahnenkult, anthropozoomorphe, bösartige Totengeister, Hochgott, Personifikation von Naturkräften, göttliche, teils als Schöpfer, teils als Trickster auftretende Kulturheroen (Tsui Goab, Heitsi-Eibib, Gaunab), von denen einige als Regenbringer fungieren, Mondkult. Orakel.

Die Südost-Bantu

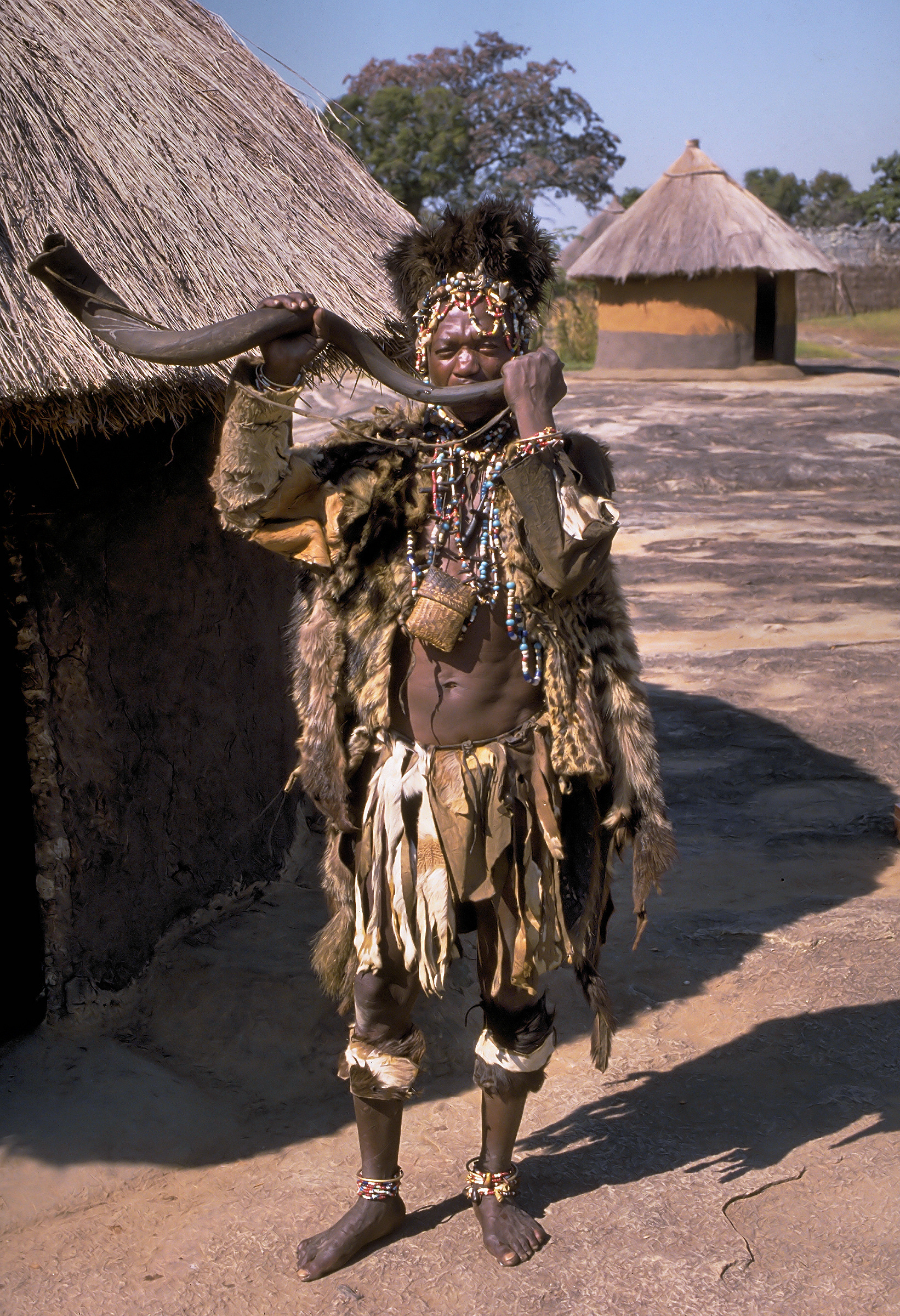
Medizinmann der Shona in Simbabwe

Die bekanntesten Gruppen sind die zu den Nguni gehörenden Zulu, die Sotho, Swasi, Südafrika-Ndebele und die auch Matable genannten Simbabwe-Ndebele, Tsonga, Batswana, Venda und die Shona. Sie leben in Südafrika, Mosambik und Simbabwe als Viehzüchter und Bauern und haben ein komplexes Gesellschaftssystem mit Stammeshäuptlingen.
Ihre Religion hat als Zentrum einen intensiven Ahnenkult; jeder Klan hat seine Ahnengötter, denen geopfert wird. Himmels- und Weltschöpfungsgötter sind von geringer Bedeutung. Dazu gibt es Kulturheroen, archaische Helden, Naturgeister und Trickster. Ein eigentlicher Animismus im Sinnen von beseelten Steinen, Bäumen oder anderen Naturerscheinungen zeigt sich nicht, wohl aber die Vorstellung von Seelengeistern, die sich an solchen Orten aufhalten können. Die Menschenseele ist aber etwas Anderes, eine Art Lebenskraft, die den Körper im Schlaf verlassen kann (Träume). Es herrscht große Furcht vor Magie durch Zauberer und Hexen sowie verwandlungsfähige Tiergeister. Spezialisten praktizieren Wahrsagen. Bei den Nguni beschwören männliche und weibliche Zauberer (Sangomas) in durch Tanzen hervorgerufene Trance Ahnengeister. Geheimbünde und die dazugehörigen Tänze wie der Nyau-Tanz der Chewa haben eine gesellschaftliche Ordnungsfunktion und einen in der Ahnenverehrung liegenden religiösen Hintergrund.
Das Gebiet zwischen Sambesi und Limpopo
Ein kulturelles Zwischengebiet mit verschiedenen Völkern wie Danda, Karombe, Lungu, Karanga etc., die vor allem als Jäger und Viehzüchter lebten bzw. leben und ein komplexes polygames Gesellschaftssystem mit relativ starker Stellung der Frau auch in der Religion entwickelten.
In der Religion ist die Verehrung von Tieren teilweise wichtig. Einzelne Rinder galten als Vertreter der Ahnen, und ein Ahnenkult war ausgeprägt. Im Zentrum steht ein Regenkult als Fruchtbarkeitskult, der von Priesterinnen beherrscht wird. Ein etwas diffuser Hochgott existiert. Als Regengott erscheint Mwari, der später teilweise zu einem Höhlen- und Orakelgott entartete. Entsprechend gab es Wahrsagerei bis hin zur Eingeweideschau. Neben dem Regen- und Ahnenkult spielt der Besessenheitskult (Mashawe) eine große Rolle. Die Sterne standen mit den Ahnen in Verbindung.
Die Südwest-Bantu
Völker, die im Südwesten Angolas und im Norden Namibias meist als Viehzüchter leben:
- Kwisi und Kwepe: Reste von Jäger-Sammler-Völkern, die wie die Kwepe auch Viehhaltung betreiben, und über die wenig bekannt ist. Sie ähneln den Berg-Dama (s. dort).
Religion: Den Ahnen wird geopfert, ein auch für den Jagderfolg zuständiger Hochgott wird angebetet. Das Wahrsagerwesen ist ausgeprägt. Fremdgeister kennt man nicht. Bei den Kwepe gilt der Kult vor allem den Verstorbenen und dem heiligen Vieh.[31]
- Himba, Kuvale und Herero:[32] Eine Gruppe von Völkern, die Viehhaltung betreiben, die Himba gelegentlich auch Feldbau (Hirse), ebenso die Herero.
Religion: Himba und Kuvale ähneln sich kulturell stark. Auch die Kuvale kennen heiliges Vieh. Der Löwe gilt als Wiedergeburt der Seelen der Toten, und Löwenzauber ist verbreitet. Die Himba kennen die durch Frauen durchgeführte Heilertrance, bei der Geister aus dem Kranken vertrieben werden, desgleichen die Eingeweideschau als Orakel. Auch gibt es Jagdrituale.[33]
Die Herero siedeln um einen heiligen Strauch als Symbol des Urbaums, aus dem die Menschen kamen. Auch das Feuer ist heilig. Der Häuptling gilt ebenfalls als heilig und hat Priesterfunktion. Es gibt ein sakrales Viehritual und einen intensiven Ahnenkult. Bestimmte Aspekte der Kultur und Religion gelten als nilotisch.
- Ambo und Nyaneka-Humbi:[34] Hirtenpflanzer mit matrilinearer Klanorganisation. Die Klans tragen vorwiegend Tiernamen, wie das für einen Totemismus charakteristisch ist, allerdings ohne die damit einhergehenden Abstammungsmythen und Tabus. Im Mittelpunkt des Kultes steht der Tote. Sogar Kalunga, der Hochgott der Ambo, gilt gelegentlich als erdverbundener Ahnengott. Fremddämonen rufen bei Frauen Besessenheit hervor. Solche Frauen bilden einen Kultbund. Medizinmänner sind teilweise Transvestiten, sie und Homosexuelle spielen auch im Besessenheitskult eine wesentliche Rolle. Die Herero-Kuval-Gruppe praktiziert einen Rinderkult, meist als Ahnenkult. Auch die Nyaneka, Humbi und Handa feiern zahlreiche Rinderfeste. Die Milch der heiligen Kühe darf nicht mit dem Fleisch verzehrt werden (vgl. Judentum).
- Mbundu und mbundisierte Hirtenpflanzer: Bei den Mbundu Mais- und Hirseanbau, Klein- und Großviehhaltung. Patrilinear, Reste einer Matrilinearität sind vorhanden. Hierarchische Häuptlingsherrschaft; die Dorfhäuptlinge sind in der matrilinearen Linie für den Ahnenaltar und die Geisterhütte des Familiengeistes zuständig. Totemismus tritt nur bei den königlichen Geschlechtern auf.
 Hochgott ist Suku. Er schuf die Welt, ist aber weit weg, steht jedoch oft auch für das Oberhaupt der Totengeister. Zu den Geistern zählt das Gespenst ocilulu, das aus dem Schatten der Lebenden entsteht, Ursache für Krankheiten ist und in Trance von dem Betroffenen aufgenommen wird. Geister väterlicher Verwandten sind harmloser als die der mütterlichen. Ahamba sind die friedlichen Geister lange Verstorbener. Daneben gibt es einen Familiengründergeist, Jagddämonen und sogar einen Herrn der Tiere. Der Medizinmann ocimbanda arbeitet mit einem Wahrsage-Schüttelkorb. Hexen sind gefürchtet; ihre Kraft vererbt sich matrilinear.
Die mbundisierten Hirtenvölker haben noch Reste einer Jägerkultur. Generell ist aber wenig über sie bekannt. Der Hochgott tritt hinter die Besessenheitskulte und die Toten-/Ahnenkulte zurück. Glaube an ein Totenreich unter der Erde mit Unterweltsgöttern.

Die Sambesi-Angola-Provinz
Sie bildet mit der Südkongo-Provinz, die sich allerdings durch die Bildung von Großstaaten abhebt, die Mittel-Bantu-Provinz und ist kulturell relativ homogen mit dem Charakter eines „Viehzuchtkomplexes“.
Das Sambesi-Angola-Gebiet fällt, was Religion und Mythen angeht, wenig aus dem Rahmen des bei den Bantu Üblichen. Wichtig sind die Bedeutung der Regendoktoren im trockenen Süden, die Reinkarnationsidee mit Verwandlung in Tiere, das intensive Besessenheitswesen und die Macht der Schadzauberer.
- An der Spitze stehen gleichgültige Hochgötter mit einem geringen Kult, darunter Untergötter, ohne dass sich ein systematisierter Polytheismus ausgebildet hätte. Ihr Charakter schwankt innerhalb des Gebietes.
- Die Verstorbenen bilden neben den Natur- und Funktionsgeistern eine Mittelschicht zwischen Menschen und Göttern. Man opfert ihnen in Ahnenhütte, Wächterfiguren sind häufig. Wichtig sind dabei Kultbäume. Der Mensch lebt als Totengeist weiter, der die Lebenden des Klans betreut und dem geopfert wird. Sie stehen in Beziehung zu den Hochgöttern und sind meist nur Wandlungsformen eines Aspekts des Lebenden, so dass es für einen Verstorbenen jeweils mehrere geben kann. Dabei gibt es die Vorstellung eines Himmels-Jenseits. Im östlichen Teil der Provinz glaubt man an die Wiedergeburt in Tieren.
- Zu den Totengeistern kommen wie in vielen Teilen vor allem Ostafrikas auch Natur- und Funktionsgeister, die sich häufig als Mittler betätigen. Buschgeister mit eher fabelartigem Charakter betätigen sich oft als Rachegeister der Tiere. Überdies finden sich Heroengestalten und Naturgottheiten.
- Das Besessenheitswesen gliedert sich in zwei Hauptgruppen:
  - Mediative Besessenheit: Der Besessene ist hier das Medium der Geistmacht. Er stellt als Stammesmedium eine Verbindung zwischen ihr und den Stammesmitgliedern her und sorgt bei ihnen für die Belange des Stammes, Staates usw. Typisch dafür sind bestimmte Berufsgruppen wie Wahrsager, Doktoren, Jäger usw., die alle die dafür notwendigen Ahnen in Trance inkorporieren müssen. Wahrsagen ist im Westen häufiger als im Osten. Narkotika werden hier nicht verwendet, Klatschen, Trommeln und Tanzen genügen zur Erzeugung einer Trance.
  - Affliktive Besessenheit: Der Fremdgeist dringt gegen den Willen des Betroffenen meist als schwere Krankheit ein, bei der die Besessenheit auch chronisch werden kann. Entscheidend sind auch hier Trance und Offenbarung, nur dass es dabei kein Medium gibt und der Betroffene zeitweilig zum Besitz des Geistes wird.
- Magie: Die Vorstellungen von magischen Kräften und Handlungen sowie die darauf spezialisierten Personen unterscheiden sich nicht wesentlich von denen im restlichen Afrika. Tod und Krankheit stehen im Vordergrund. Jagdzauber ist verbreitet, früher gab es auch Kriegszauber, während magische Feldbauriten seltener sind. Als Gegenspieler wirken die Medizinmänner, die positive Effekte auslösen und die Schadzauberer und Hexen, deren Macht oft angeboren ist. Schadzauberer betreiben oft Nekromantie und können sich selbst oder ihre Opfer in Tiere verwandeln, meist Löwen oder Hyänen, um sie sich so dienstbar zu machen. Weitere Hilfswesen sind anthropozoomorphe Schlangengeister. Eine weitere Zaubererart ist der Wahrsager, der dem Medizinmann dank seiner Gabe der Besessenheit durch Orakel diagnostische und andere Hinweise für seine Arbeit erteilt. Für das Wahrsagen werden regional unterschiedliche Techniken benützt, allerdings kein Tierorakel und keine Eingeweideschau. Ordale kommen vor.
- Die Mythik ist wenig entwickelt und tritt nur in dynastischen Bereichen mit einem Königsahnenkult deutlicher in Erscheinung, wie es in den meisten frühen Staaten Afrikas der Fall war.

Südkongo

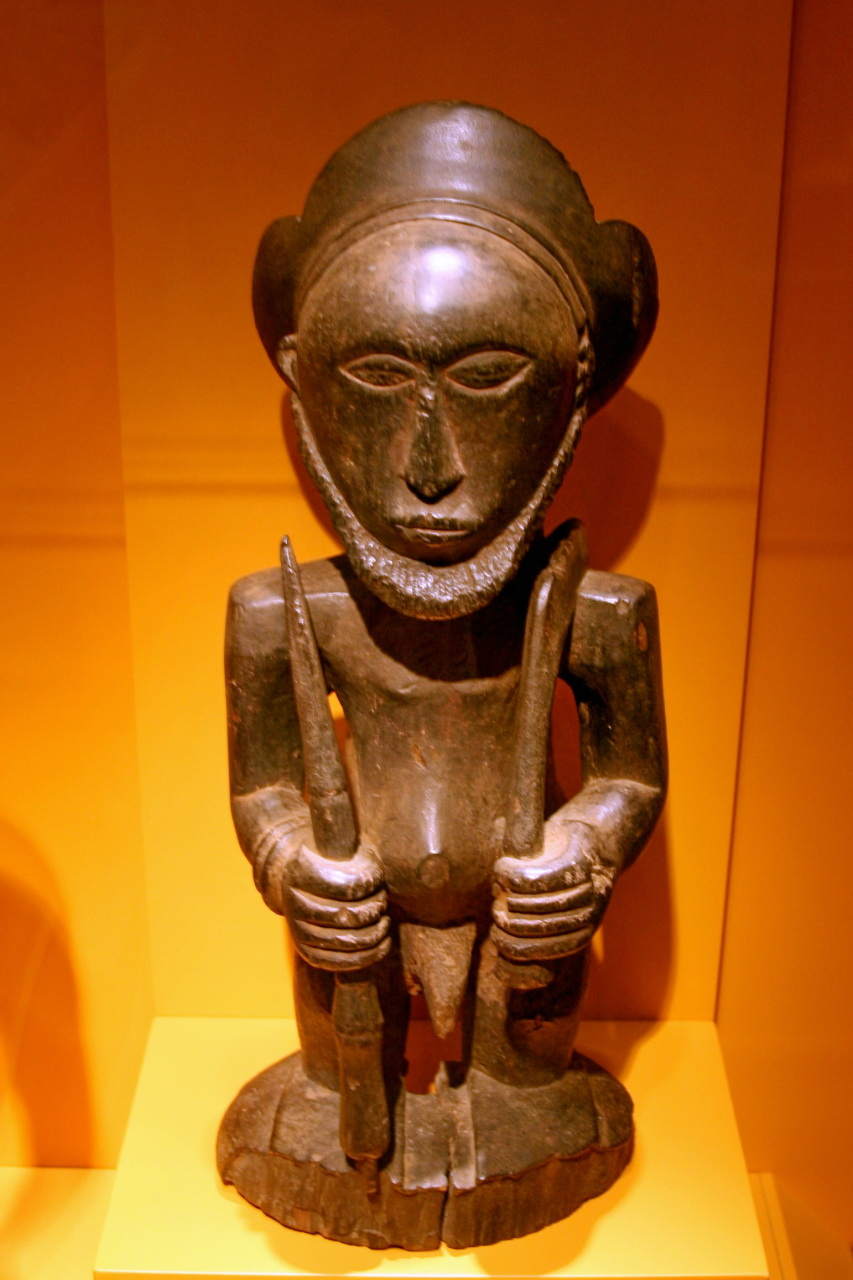
Männliche Ahnen-Wächterfigur der Hemba des Südkongo

Auf diesem Gebiet, das sich vom Atlantik bis zum Tanganjika-See und von den Plateaus im Norden von Brazzaville bis zur südlichen Grenze von Zaïre erstreckt, leben Savannenvölker, die einst zu den dortigen alten Staaten gehörten und entsprechende kultische Reste bewahrt haben. Feldbau (Mais oder Maniok) als Savannenpflanzung oder Waldpflanzung mit Brandrodung sind die wirtschaftliche Grundlage. Haustierhaltung ist bekannt. Jagd wird selten ausgeübt, Fischfang vor allem von Frauen. Matrilinearität herrscht vor, aber auch Patrilinearität kommt vor. Luba, Tio, Lunda und Hemba sind die bekanntesten der zahlreichen Ethnien.
Die Religionen des Gebietes ähneln sich bis in die sprachlichen Bezeichnungen. Alle glauben an einen anthropomorphen Schöpfergott, dem zwar kein eigener Kult gewidmet ist, der aber individuell angerufen wird. Geisterglaube ist verbreitet. Naturgeister werden von den Häuptlingen angerufen, ihnen sind auch Kulte gewidmet, die oft in den Händen von Zauberern liegen.
Ahnenglaube ist ebenfalls verbreitet; die Toten leben unter der Erde oder im Ozean; einige Ahnen sind gefährlich. Mitunter erfüllen die Ahnen die Funktionen der Naturgeister. Den Ahnen wird geopfert und sie haben eigene Weihestätten.
Die Furcht vor Hexen ist gängig. Schutz gegen sie erlangt man durch Zaubermittel, die vielerorts im Mittelpunkt stehen. Die Wahrsager-Medizinmänner erkunden mit Orakeln die Ursache der jeweiligen Hexentaten. Riten sind Opfer, die von Tabus begleitet werden, dazu Gebete Formeln und zeremoniale Gesten. Sie zielen auf den Erhalt der Fruchtbarkeit und die Segnung der Jäger oder sind Anrufungen der Ahnen etc. Dazu kommen soziale Riten wie Initiationen, Bestattungen etc.
Nordkongo und Gabun

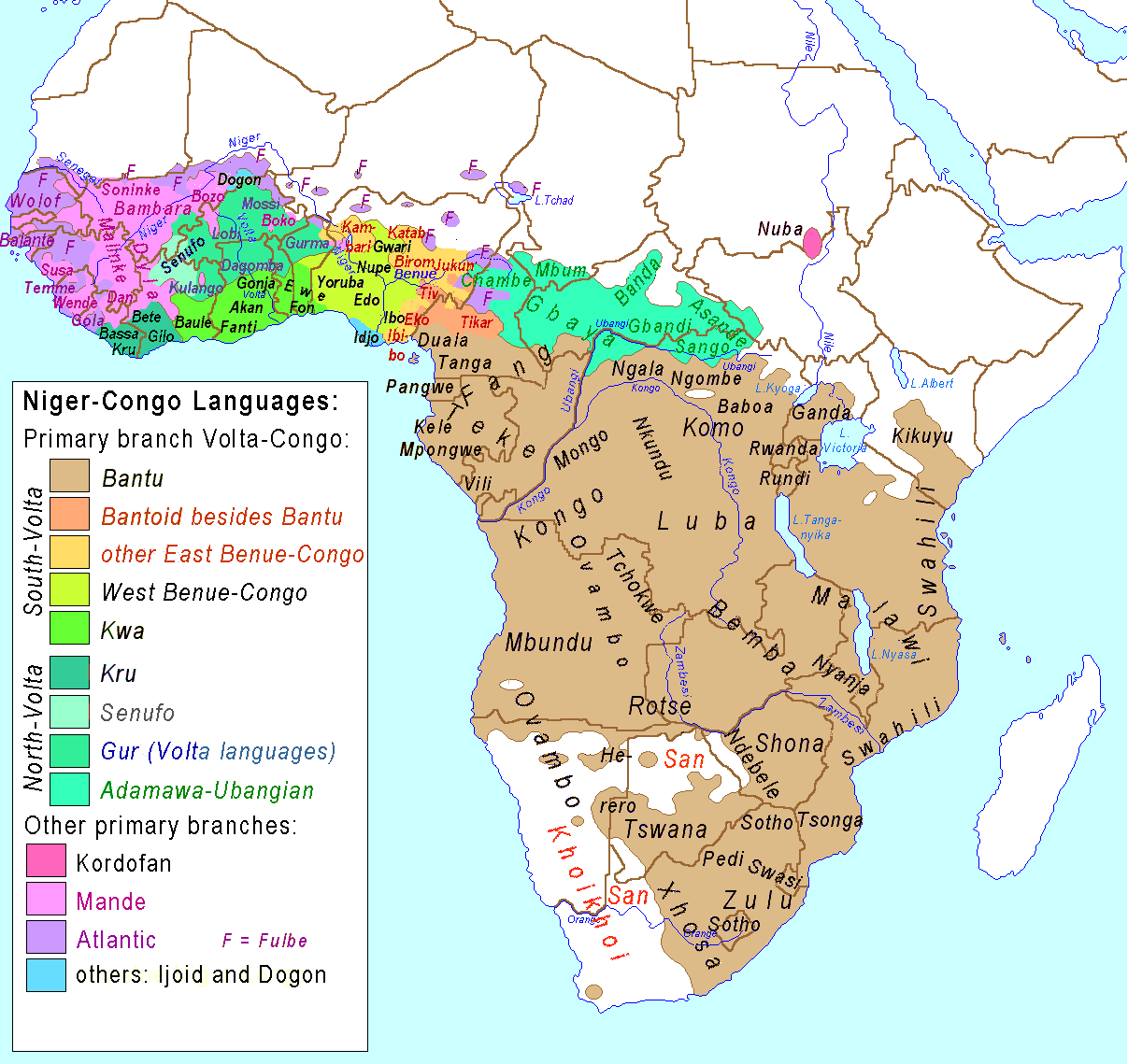
Die Sprachgruppen des mittleren und südlichen Afrika, vor allem die Niger-Kongo-Sprachen der Bantu-Gruppe.

Zu den dort lebenden Pygmäen s. oben unter den Wildbeuterkulturen.
- Der Westen: [38]

In diesem Gebiet mit Pflanzervölkern überkreuzen sich die Einflüsse aus dem Süden und Norden, Westen und Osten, so dass ein sehr heterogenes Kulturbild entsteht. Im Nordraum leben vor allem die Küsten-Bantu sowie sieben weitere Bevölkerungsgruppen, im Nord- und Ostraum etwa 40 Völker, die aber einheitliche Vorstellung ihrer Herkunft haben mit einem wissenschaftlich allerdings hohen Unsicherheitsgrad, der nicht zuletzt Folge der zahlreichen, nicht mehr nachvollziehbaren Wanderungsbewegungen dieser Völker ist. Für ihre Subsistenzstrategien charakteristisch ist ein einfacher Hackbau, der sog. tropische Wanderfeldbau, der Ergebnis der geringen Fruchtbarkeit der Regenwaldböden nach der Rodung war, ebenso wie der Wildbau, der ohne weitere pflegerische Maßnahmen auskommt und keine Vorratswirtschaft kennt. Ziegen und Schafe werden gehalten, jedoch keine Großtiere. Die Jagd spielt eine untergeordnete Rolle, außer bei den Pygmäen und anderen Wildbeutervölkern. Die Wirtschaftsweise ist semiautark und benötigt einen Austausch von Eigenerzeugnissen, der sich im sog. „Frauengrenzmarkthandel“ vollzieht. Im sozialen Leben fehlt jegliche Staatsorganisation. Im Norden ist der patrilineare, im Süden der matrilineare Familienverband bzw. die Sippe die oberste soziale Einheit. Geheimbünde und Initiationen sind typisch.
Die Religion ist gekennzeichnet durch einen Ahnenkult, der den Götterkult an Bedeutung überragt. Ahnenbilder sind als Wächterfiguren verbreitet, und man glaubt an das machtvolle Einwirken der Ahnen auf das Diesseits. Dabei ist die patrilineare von der matrilinearen Anbetung getrennt. Fruchtbarkeitskulte sind mit ihren Riten ebenfalls verbreitet. In den Frauenbünden hat sich das Phänomen der Besessenheit erhalten, das häufig mit der Verehrung von Erd-, Wasser- und Felsengeistern verbunden ist. Weit verbreitet ist zudem der Glaube an Hexen und Zauberkraft (likundu). Inzwischen haben massive christliche Einflüsse teilweise synkretistische Religionsphänomene ausgelöst, wie etwa den aus dem Ahnenkult hervorgegangenen bwiti-Kult. Auch die alten solaren und Schöpfergottheiten wurden so verdrängt. Insgesamt „dominiert eine magisch-nichtanimistische Vorstellungswelt (Ahnenkult, Jagdmagie, Zauberwesen), die freilich mit animistischen Elementen (Natur-, Besessenheitsgeister), besonders im Einflussbereich mutterrechtlicher Tendenzen, durchsetzt ist“.
- Der zentrale Teil: [40]

Im Norden herrscht die Grassavanne vor, im Süden der äquatoriale Regenwald. Der Norden wird von Bantu-Stämmen bewohnt, vor allem Mongo und Ngombe, der Süden von Gruppen, die Nicht-Bantusprachen sprechen. Ngombe und Mongo haben die meisten ethnischen Eigenschaften gemein, auch die beiden kleineren Gruppen, die Flussleute und die Bewohner des Ngiri-Gebietes folgen im Allgemeinen diesem Muster. Die meisten Völker sind patrilinear und polygyn. Gesellschaftliche Basis ist die Lineage mit Klanstruktur.
Die Religion ist bestimmt von den bekannten Faktoren Hochgott, der bei den Ngombe als Stammesahne betrachtet wird, Ahnenglaube, Totengeister, die sich gelegentlich in Tiere verwandeln können, Besessenheit, Spuren eines Totemismus, Magie und die damit einhergehenden Praktiken, Hexenfurcht.
Die Nichtbantu, vor allem die Ngbandi, Ghaya-Ngbaka, Banda und Mbaka haben im Detail abweichende Kulturmuster und Glaubensvorstellungen, die allerdings stark von denen der dominierende Bantu beeinflusst scheinen. Insbesondere der Ahnenkult ist stärker ausgeprägt.
Eine weitere Gruppe stellen die als Batwa bekannten Pygmoiden dar, die von der Jagd leben und ihre Beute bei den Mongo gegen Feldfrüchte eintauschen und zu den Mongo in einer Art Klientenverhältnis leben. Seit der Kolonisierung haben sie ihre nomadische Lebensweise weitgehend aufgegeben und sich kulturell den Mongo angeglichen.
- Der Osten: [41]

Die Bevölkerung ist sehr heterogen und umfasst drei Großgruppen:
1. Die Völker des Balese/Komo-Gebietes: Das Gebiet umfasst den großen Äquatorialwald östlich von Kisangani. Praktiziert wird der Wanderfeldbau. Patrilinearität. Einheit ist das mitunter von einem Häuptling geführte Dorf, das auch eine religiöse Einheit darstellt.
Die Religion ist ähnlich den anderen Völkern der Region von folgenden Prinzipien bestimmt: Hoch- und Schöpfergott, mitunter ein Kulturbringer. Beide fließen manchmal mit den Ahnen zusammen, denn der Ahnenkult wurde überall gepflegt. Schutzzauber mit Amuletten war üblich. Tod oder Unglück wurde der Hexerei zugeschrieben. Wahrsager/Heiler verkündeten ihre Orakel.
2. Die Zwischensee-Bantu des Kivu-Gebiets: Zentraler Teil des äußersten Ostens der Republik Kongo; eine waldige Savanne mit starken Höhenunterschieden (100 bis 1900 m). Dort leben mehrere Völker, darunter die Shi, Furiru, Havu, Hunde, Tembo, Yira, dazu die Hutu und Rundi. Sie sprechen alle Ostbantu-Sprachen und betreiben Großviehhaltung. Patrilinearität. Stark zentralisierte Gesellschaft mit Oberhäuptlingen und einer Adelsschicht.
Die Religion ist wegen Überlagerung stark synkretistisch: Hoch- und Schöpfergott, Pantheon großer Geister auf/in Vulkanen, wo auch die hervorragendsten Manen der Verstorbenen leben (die anderen in der Unterwelt). Die Nyanga glauben an Wasser- und Landgeister.
3. Die Völker des Maniema-Gebiets: Die dort lebenden Völker werden als Mischlinge aus Pygmäen und Bantu betrachtet (s. auch Pygmoide). Sie gehören zu einer einheitlichen Sprachgruppe. Wirtschaft: Sie kennen den Feldbau, waren aber vor allem Jäger-Sammler und Fischer. Schmiedekunst und Töpferei waren bekannt. Gesellschaft: patrilinear und segmentär. Die Mutterlinie war aber ebenfalls von Bedeutung und in sieben Kategorien unterteilt. Geheimbünde waren üblich, und sie bildeten auch die Grundlagen der politischen Struktur.
 In der Religion gab es einen Schöpfergott, der als erster Ahne oder Kulturheros aufgefasst wurde. Der Glaube an Naturgeister war entwickelt, im Mittelpunkt stand jedoch der Ahnenkult, der als Schädelkult ausgeprägt und mit Bitten und Opfern verbunden war. Zaubermittel hatten nur geringe Bedeutung, doch Hexerei war wichtig, ebenso Orakel. Es gab professionelle Heiler, die teilweise auf bestimmte Krankheiten spezialisiert waren, dazu Wahrsager.
Allgemeine Merkmale der Religion: Vielheit der Ursachen bei Übeln aller Art, große Zahl der Spezialisten, Bedeutung religiöser Erfahrung in Traum und Trance, die häufig in einem der Bünde ausgelebt wurde, die große Zahl von Männern und Frauen, die religiös aktiv waren.

Madagaskar
Madagaskar, drittgrößte Insel der Erde, ist relativ dünn besiedelt. 18 verschiedene Stämme finden sich, die allerdings politische Einheiten bilden, keine kulturellen. Darunter sind Bodenbauern, Hirten (meist gemischte Subsistenz), Fischer, Reisbauern. Durch übermäßige Brandrodung sind die Subsistenzmöglichkeiten inzwischen aber eingeschränkt. Soziale Basis ist die Großfamilie mit Ältestem und Adelsschicht.
Religion: Die Mehrheit ist nicht christianisiert. Die alte Stammesreligion basiert auf dem Ahnenkult.
- Außer dem gestaltlosen Schöpfergott zanahary gibt es keine weiteren Götter. Zanahary ist als Hochgott sehr fern und greift nicht in die Schicksale der Einzelnen ein, gibt und nimmt aber das Leben.
- Entscheidend im Guten wie im Bösen sind die Ahnen. Sie sind gleichzeitig Mittler zwischen Diesseits und Jenseits. Genaue Vorstellungen vom Totenreich sind unbekannt. Bei Opferungen werden immer Gott und die Ahnen angerufen.
- Außer den Geistern der Toten lolo gibt es Berg-, Wasser und Flussgeister, dazu kokolampy bzw. vazimba genannte Geistwesen, die den Menschen schaden können.
- Opferungen, die durch Priester durchgeführt werden, dazu viele Rituale, Gebote und Verboten sind Teil des Lebens. Der Mensch besteht aus Körper, Geist und Seele, die den Körper im Schlaf oder bei Bewusstlosigkeit verlassen kann. Sie wird nach dem Tode entsprechend dem sozialen Rang heilig.
- Es gibt auch hier die Trennung zwischen Schadzauberer und Medizinmann. Letzteres sind allerdings inzwischen verschwunden. Medizinmänner hatten eine bis zu 15-jährige Ausbildungszeit und durchliefen danach eine Initiation am Grab eines toten Medizinmannes, in deren Verlauf sie ihre Insignien erhielten. Auf dem Hochland[43] rief ein Heilergehilfe die Geister, die aus dem in Trance befindlichen Medizinmann sprachen und von ihm interpretiert wurden. Dazu gab es Wahrsager (mpisikidy), die oft mit Medizinmännern zusammenarbeiteten.
- Magie ist ein wesentliches religiöses Element. Dazu gehören die bereits genannten Orakel (sikidy), vintana, eine Art astrologisches, auf arabischen Monatsnamen beruhendes Orakel, das Ahnenorakel fady, das für das gesamte Leben oder mindestens Lebensabschnitte sowie die ganze Gruppe gilt, schließlich noch die ody genannten Amulette.

Das Äquatoriale Ostafrika
Der auch Ost-Bantu genannte Bereich wird im Osten vom Indischen Ozean, im Westen durch die Kette der großen Seen etwa am 30. Längengrades begrenzt, die Nordgrenze verläuft entlang der Sprachgrenze zu den Niloten, die Südgrenze etwa im Bereich des 12. Breitengrades einschließlich der Komoren und der von den Swahili bewohnten Küstenregionen bis zu Kap Delgado. Es sind vor allem Hochländer und Trockensavannen, dazu einige regenreiche Gebirgs- und Küstenregionen, aber auch Dornbusch- und Baumsavannen. Kulturell und ethnisch ist das Gebiet extrem heterogen. Die wichtigsten Völker sind die Swahili, Ost- und Nordostbantu, Mbugu, dazu die oben bereits besprochenen Wildbeutergruppen der Hadza, Aasax Dahalo, Liangulo, Twa und Dorobo, die Kawende und zahlreiche andere, meist kleinere, oft auch sprachlich charakterisierte Gruppen in diesem sprachlich heterogensten Bereich Afrikas. Die sippen- bzw. klaninterne Organisation ist meist patrilinear. Früher gab es manchenorts sakrale Königreiche (vgl. Geschichte Nordafrikas). Alle Wirtschaftsformen kommen vor: Feldbau (Brandrodung Wanderfeldbau, Feldwechselwirtschaft), Viehzucht, Fischerei, Jagd, Sammeln, mitunter auch gemischt.
Religion: Charakteristisch sind Hochgottvorstellungen, bei den Sonjo ein Kulturheros, Ahnenverehrung und Besessenheitskulte, Hexenfurcht.
- Die sehr uneinheitlichen Hochgottvorstellungen sind „unislamisch und nichtchristlich“, die Vorstellung vom Totenreich ist diffus und vom Ahnenkult bestimmt, insgesamt diesseitig mit der hauptsächlichen Frage, inwieweit die Toten auf das Diesseits einwirken. Königsahnen spielen mancherorts vor allem im Einzugsbereich alter Monarchien eine wichtige Rolle.
- Besessenheitskulte sind verbreitet, besonders als Besessenheit durch Fremdgeister. Bei diesen auch durch Trance bestimmten Kulten spielen Medizinmänner und -frauen eine wichtige Rolle, da sie diese Geister austreiben und auch als Heiler aktiv sind.
- Hexerei und Schadzauber aufgrund einer angeborenen mystischen Kraft sind gefürchtet, man glaubt entsprechend an Magie, die von rituellen Spezialisten eingesetzt wird.

Nordostafrika
Ein Gebiet mit relativ mildem Klima am Horn von Afrika, Somalia und Äthiopien, in dem vor allem Äthiopier und eingewanderte Araber in mehreren ethnischen Großgruppen leben, in denen sich die Einflüsse der christlichen und islamischen Hochreligionen überlagern und noch größere „heidnische“ Reste Bestand haben bzw. hatten:
- Die Tigre sprechenden Ethnien Eritreas und die Bogos: Die alten Glaubensvorstellungen sind durch Christentum und Islam weitgehend zerstört. Bei den Mensa finden sich noch Reste, die auf alle norderitreischen Stämme verallgemeinert werden können: Das Schicksal der Menschen ist mit den Gestirnen verknüpft, so dass zahlreiche Kulthandlungen damit in Verbindung stehen. Das Totenreich liegt unter der Erde und ist eine Kopie des Diesseits. Die Totenseelen erscheinen den Lebenden und ermahnen sie. Seelenvögel sind unerfüllt gestorbene Menschen. Es gab Regenriten mit Tieropfern. Furcht vor bösem Blick, Werwolfglaube und Wahrsagerei sind noch verbreitet. Bei den Bogos erinnert der Gottesname Jar an den alten kuschitischen Himmelsgott.
- Hochäthiopische Völker: Die Religion der Amhara und Tigray wird durch die christliche äthiopische Kirche bestimmt. In der bäuerlichen Bevölkerung haben sich aber Reste wie der Werwolfglaube erhalten. Die Agau waren bis vor kurzem noch Anhänger der alten kuschitischen Religion und verehrten einen Himmelsgott. Die Gurage haben sich ihr Götterpantheon erhalten und sind für Äthiopien der große Ausnahmefall. Die Harari sind wiederum arabisch geprägte Muslime.
- Ostkuschitisch sprechende Völker: Die Somali sind oberflächliche Muslime, religiöse Reste sind kaum erhalten. Ähnliches gilt für die Afar, bei denen sich der alte Kult des Regenopfers erhalten hat. Hingegen halten die Oromo noch an ihren alten religiösen Bräuchen fest. Himmelsgott und Erdgöttin stehen nebeneinander. Keine Priester. Opferpriester ist das Familienoberhaupt. Über den Tod gibt es nur verschwommene Vorstellungen: meist ein Himmelsgott und eine Erdgöttin. Auch die kleineren Ethnien kennen ähnliche Vorstellungen. Bei der fandano genannten Religion der Hadiya finden sich christliche und islamische Synkretismen.
- Omotisch sprechende Völker: Alle Gruppen kennen einen otiosen Himmelsgott. Reste eines erblichen Priesterstandes sind erhalten. Überall werden Kulte von Besessenheitspriestern praktiziert, vor allem bei den Kaffa. Ein Krokodilkult, früher mit Menschenopfern, besteht. Bei einigen Gruppen wie den Gimirra ist der Ahnenkult mit Ahnengeistern, denen geopfert wird, ausgeprägt. Bei den Gimirra steht jedoch ebenfalls der Besessenheitskult im Vordergrund, wobei die Priester mit den Besessenheitsgeistern während Seancen in Verbindung treten.
- Westäthiopische Randvölker: Hier wird der Himmelsgott oft mit der Sonne identifiziert und teilweise orgiastisch und mit blutigen Opfern gefeiert. Die wichtigsten priesterlichen Funktionäre bei den Kunama sind die Regenmacher. Sie leben isoliert auf Bergspitzen, und ihr Amt ist wie bei den Gumuz erblich. Wahrsager treten während Besessenheitsphasen mit den Totenseelen in Verbindung. Vögel und Hyänen gelten als Seelentiere. Auch andere Ethnien kennen das Besessenheitsphänomen mit dem damit verbundenen Schutzgeisterglauben.

Die Niloten
- Niloten: Völker, die südlich des 12. nördlichen Breitengrades entlang des Nils leben und sprachlich, anthropologisch und kulturell teilweise recht ähnlich sind, dazu Völker im südlichen Sudan, in Kenia, Uganda und Tansania. Die ethnische Einheit dieser Völker, vor allem der Nuer-, Dinka- und Luo-Gruppen, spiegelt sich in den Mythen wider. Die Landschaft ist vielfältig und reicht von Trockensavannen über die Sudd-Sümpfe bis zu den zentralafrikanischen Plateaus und den Flussläufen des Nileinzugsgebietes. Entsprechend ist meist Großviehzucht üblich, da die Böden für den Feldbau ungeeignet sind und Überschwemmungsperioden und Trockenzeiten einander abwechseln.

Die Religion zeigt bestimmte allgemeine Züge: Ein meist otioser Hoch- und Schöpfergott, oft Nyial oder Jok genannt, an den man sich durch Vermittlung des mythischen Stammesgründers Nyikang wenden kann und der sich in allen Phänomenen äußert, sogar die Summe der Totengeister bezeichnet. Totengeister können auch bösartig werden und sitzen in den Knochen der Toten. Medizinmagie ist weniger bekannt, vielmehr werden medizinische Wirkungen einem Geist zugeschrieben, und entsprechend erhalten Zauberdoktoren ihre Kraft daher bzw. von einem Jok selbst, der in sie fährt. Ähnliches gilt für das Regenmachen, bei dem unter anderem Tieropfer üblich sind. Wahrsagen ist verbreitet. Besonderheiten betreffen die Dinka und Nuer, wo magische Elemente kaum vorkommen. Bei den Acholi herrschen Bantu-Einflüsse, die sich unter anderem in einem verstärkten Ahnenkult äußern. Auch bei den zu den Dinka gehörenden Bor zeigen sich Akkulturationen mit nichtnilotischen Nachbarstämmen in Form einer verstärkten Rolle von Magie, Hexerei und Zauberei, wobei die Wahrsagermuster ganz übernommen wurden. Gelegentlich spielen wie bei den Schilluk lokal alte Königskulte noch eine Rolle. Die Religion der Nuer ist weitgehend spiritualisiert mit Geistwesen, die verschiedene Aspekte der Natur symbolisieren und mit einer verstärkten Bedeutung von Erdgeistern bei Divination und Magie. Bei den Luo ist die Angat vor den Toten groß.
- Hamito-Niloten: Es gibt drei Hauptgruppen:

1. Die Nordgruppe an der Sudan-Uganda-Grenze: Vor allem Bari, Luluba, Lokoya und Lotuko.
2. Die zentrale Gruppe in NO-Uganda und NW-Kenia: Vor allem Toposa, Turkana, Karamojong und Teso.
3. Die Südgruppe in W-Kenia und N-Tansania: Vor allem die Nandi und Massai.
Daneben leben in Rückzugsgebieten verstreute Jägergruppen der Ligo, Teuso, Dorobo und Reste alter Pflanzer. Landschaftlich finden sich Trocken- und Salzsavanne. Die Wirtschaftsform schwankt je nach Landschaft zwischen Pflanzern und Großviehnomaden, meist Rinder, die auch rituell im Mittelpunkt stehen. Sozial ist der oft in totemistische Klans gegliederte Stamm die hauptsächliche Organisationsform, allerdings ohne Häuptling.

Die Religion ist vom Hochgott bestimmt, der zu jeder Tageszeit angerufen und dem geopfert wird. Ahnengeister sind Mittler zu ihm. In der zentralen Gruppe verschwindet der Ahnenglaube allerdings fast vollständig, und an ein Weiterleben nach dem Tod glaubt man nicht. Die Massai der Südgruppe glauben nur an das Weiterleben der Reichen und Medizinleute, und zwar als Schlangen, und haben keinen eigentlichen Ahnenkult, glauben dafür an einen Gott Engai. Sie haben zudem wie andere Ethnien des Bereichs auch Regenmacher und „Erdhäuptlinge“, die für die irdischen Belange zuständig sind. Magische Riten sind besonders gut ausgebildet. Islamische und koptische Einflüsse treten vor allem von der Küste her auf, insbesondere bei den Massai.
Über die Religion der kleinen, pygmoiden Waldjägergruppen ist wenig bekannt. Sie glauben an Baum-, Wasser- und Naturgeister und werden wegen ihrer magischen Fähigkeiten gefürchtet. Viele von ihnen haben sich allerdings inzwischen an Nachbargruppen akkulturiert (s. o.).
Repräsentativ für die Südgruppe sind die Massai. Ihre Gesellschaftsstruktur ist kriegerisch, die Klans sind patrilinear und totemistisch geprägt. Der Laibon genannte Kriegshäuptling hat allerdings vor allem religiöse Funktionen und tritt als Vermittler zwischen Mensch und jenseitigen Mächten auf. Die sog. Schmiede (Haddad) sind dabei die unterste Kaste, sind aber überall bis weit in die Sahara hinein wegen ihrer magischen Fähigkeiten gefürchtet (s. dazu weiter unten unter den Tuareg).
Religion und Kultur der anderen Ethnien der Südgruppe wie Nandi, Kipsikis, Lumbwa und andere Splittergruppen sind stark von den Massai beeinflusst. Verschiedentlich wird der Hochgott mit der Sonne identifiziert, Ahnengeister gelten als aktive Klanmitglieder, Schlangen gelten ebenfalls teilweise als Inkarnationen der Ahnen. Überhaupt ist der Ahnenkult überall sehr ausgeprägt.

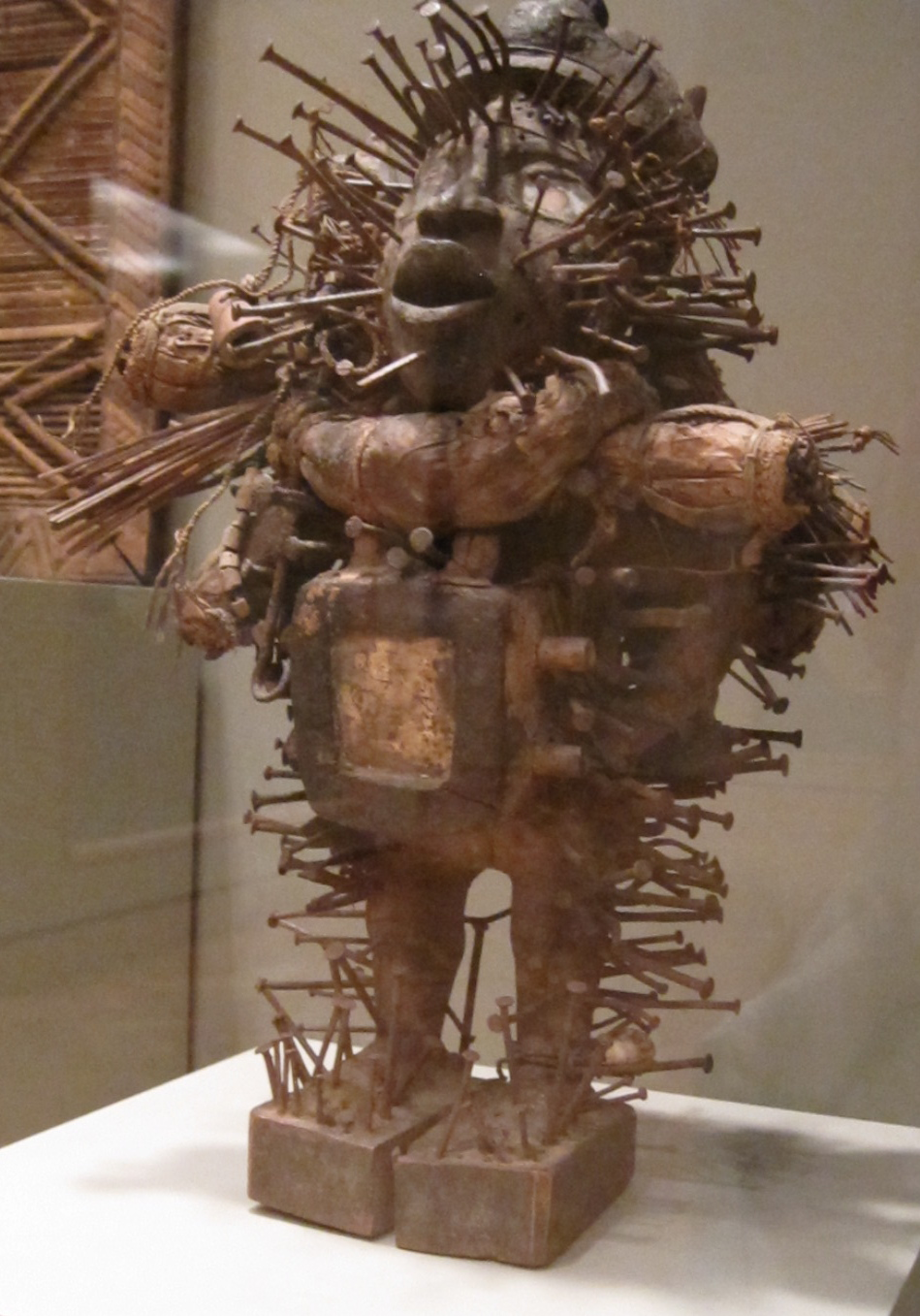
Nkisi Nkonde. Kongo, Zentralafrika. Hölzerne Fetischfigur, in die Nägel und Klingen eingestochen wurden, um bestimmte magische Wirkungen zu erzielen. Vermutlich zurückgehend auf die durch christliche Missionare eingeführten Bilder des Heiligen Sebastian

Die zentralafrikanische Kulturprovinz
Gemeint ist hier der Raum im „Herzen Afrikas“ nördlich der Kulturprovinz des Nordkongo mit ungefähr derselben ostwestlichen Ausdehnung, aber ganz eigener kultureller Prägung. Das Gebiet deckt sich in etwa mit der Zentralafrikanischen Republik, ein flussreiches Land mit semihumidem Tropenklima und Übergang zum Regenwaldklima sowie mäßigen Höhenunterschieden außer im Norden. Feuchtsavannen mit gering fruchtbaren Böden sind typisch. Das Gebiet wurde immer wieder von Völkern durchwandert und bietet daher schon sprachlich-ethnisch ein Bild verwirrender Vielfalt. Wegen ihrer islamisch geprägten Kultur sind zwei Völker besonders wichtig: Araber und Fulbe. Dazu kommen weitere 11 Bevölkerungsgruppen wie Wute, Manja, Banda, Zande etc. Hauptsächliche Wirtschaftsformen sind Feldbau und Jagd. Man unterscheidet:
- Die westlichen Randkulturen mit Wute und Mbum: Bei den Mbum stand ein Sakralkönigtum mit Ahnenkult und Reinkarnationsvorstellungen im Vordergrund. Die Furcht vor Zauberern und Hexen war ausgeprägt, und entsprechend spielte Magie eine wichtige Rolle. Man glaubte an Mensch-Tier-Verwandlungen. Bei den Wute finden sich über das Sakralkönigtum hinaus noch eine Hochgottvorstellung, dazu Totemismus und Wertiere. Auffällig ist ein ausgeprägter Gut-Böse-Dualismus bei Menschen und Geistern.
- Die zentralen Kulturen: Ahnenkult mit Opferwesen und magischem Komplex, wiedergeborene Totengeister, Hochgott, Kulturbringer bei den Ghaya, bei den Mandja, Mensch-Tierverwandlung nach dem Tod, otioser Hochgott und Gewittergott, Furcht vor Totengeistern, Totemismus. Bei den Banda steht die Verehrung der Ahnengeister im Vordergrund. Ähnliche religiöse Muster finden sich auch bei den anderen Völkern. Zauberglaube zeigt sich überall. Die Ndogo glauben an eine beseelte Welt und eine übernatürliche Wirkkraft sowie persönliche Schutzgeister. Besonders ausgeprägt ist der Zauberglaube bei den Zande und beeinflusst ihre sozialen Institutionen tiefgreifend. Ansonsten beschränkt sich das religiöse Leben bei ihnen auf die Ahnenverehrung. Naturgeisterglaube ist dagegen hier wenig ausgeprägt. In mehreren dieser Völker kam es durch Staatenbildung überdies zu herrschaftlichen Überlagerungen bei starker sozialer Schichtung.
- Die östlichen Randkulturen auf dem Eisensteinplateau: Es findet sich eine bunte Mischung verschiedener Ethnien, vor allem im Osten nilotische Viehzüchter, im Norden arabische Rindernomaden, auf dem Plateau südsudanesische Stämme mit Wanderfeldbau. Hie und da tritt Regenzauber mit Regenmachern auf (Makau-Kult). Die Bongo kennen als Erscheinungsformen von Loma, dem im Diesseits wie Jenseits auch moralisch fordernden Hochgott, einen Herrn der Tiere, einen Herrn des Waldes und des Flusses. Versöhnungsriten gegenüber dem Herrn der Tiere sind wichtig. Er kann durch magische Mittel beeinflusst werden. Furcht vor Hexen und der Rache der Toten. Orakel sind verbreitet. Ahnen- und Naturgeister.

Der Zentralsudan
Zwischen dem Logone und Niger gelegener mittlerer Abschnitt des Sudan, im Norden von der Sahelzone begrenzt, im Süden vom tropischen Regenwald. Vorwiegend Trockensavanne, topographisch offen für den Transsaharahandel. Im Ausstrahlungsbereich alter Territorialstaaten wie Kanem-Bornu und der Hausa-Staaten. Außerhalb dieses islamischen Bereichs in der Niger-Benue-Senke „heidnische“ Ethnien. Vor allem Hackbauern, wenig und nur kleine Haustiere.
Religion: Überall gibt es den Glauben an einen Hochgott, dem aber kein Kult gewidmet ist, außer er fungiert auch als Regengott. Ausgeprägter Ahnenkult mit einem Wiedergeburtsglauben, gelegentlich verbunden mit der Vorstellung von einem Totengericht, bei dem der Erdgott eine wesentliche Rolle spielt. Besonderes Interesse gilt im Rahmen der vorherrschenden Patrilinearität den männlichen Ahnen. Männerkultbünde sind verbreitet. Damit einher gehen Agrarriten, die stets auch Gedenkfeiern für die Toten sind, desgleichen Regenriten, die von erblichen Regenpriestern durchgeführt werden, die in manchen Stämmen wie den Loguda, Yungur, Gabin und Mumuye oberste religiöse Autorität sind. Für das Orakelwesen sind im Mandara-Gebirge die Sahara-Schmiede (Inadan) zuständig. In den Bergen sind Menhire und megalithische Plätze nicht selten. Kopfjagd war früher üblich. Verschiedentlich gibt es ein sakrales Häuptlingstum und Funktionsgottheiten mit Königsahnen. Glaube an die Ahnen repräsentierende Schutzgeister ist verbreitet. Ein wesentliches Phänomen unter anderem bei den islamischen Hausa, den zu den Hausa gehörenden nichtislamischen Maguzawa und einigen benachbarten Ethnien ist die Besessenheit von Bori- und Dodo-Geistern, die sich durch Medien, Frauen und Männern, offenbaren, die durch Musik in Trance bzw. Ekstase geraten sind. Der/die Besessene trägt das Attribut seines Geistes an sich und ist sein „Pferd“, durch das dieser seine Wünsche kundtut. Im Sudan pflegen Frauen den Zar-Kult. Dort wurde der auch in Ägypten verbreitete Kult verboten.
Das Crossflussgebiet und Kameruner Grasland
Das Gebiet wird von vielen Semibantuvölkern bewohnt. Die Grasland-Semibantu haben zahlreiche kulturelle Einflüsse aus dem Sudan aufgenommen, die Waldland-Semibantu hingegen sind weit ursprünglicher geblieben.
- Grasland-Semibantu: Die drei Hauptgruppen sind Tikar, Bamum und Bamileke, dazu die nach dem gleichnamigen Fluss benannten Bani, allesamt Pflanzbauern.
In der Religion hat der teilweise mit einem eigenen Priestertum verbundene Kult der Ahnen- bzw. Häuptlingsschädel den Hochgott-Kult verdrängt, der unter anderem Opfer und Orakel umfasst. Der Hochgott ist teilweise auch Schöpfer. Umherirrende Totengeister können Unheil bringen.
- Waldland-Semibantu: Vor allem die Ibibio- und Ekoi-Gruppe. Sie sind ebenfalls Pflanzer.
In ihrer Religion spielt der Hochgott eine zentrale Rolle, wobei die Vorstellungen im Einzelnen bei den stark zersplitterten Stämmen erheblich differieren. Ein Ahnenkult mit Opferaltären ist ebenfalls stark ausgeprägt. Die Toten (Ekpo) leben unter der Erde und gehen mitunter um. Einige Ethnien kennen einen ausgeprägten Individual- und Sippentotemismus mit Tabus und der Vorstellung von Totengeistern, die zu Tieren wurden (Ndem). Verbreitet ist der Glaube an Zauberer und Hexen. Die Lebenskraft-Ideologie zeigt sich im Glauben, dass wenn man in den Besitz von Teilen eines Menschen gelangt, man Macht über ihn erhält.

Die Ostatlantische Provinz

Vorkoloniale Königreiche in Afrika

Sie wird auch als Oberguinea-Provinz bezeichnet. Hier vermischen sich nach Baumann „altnigritische Substratkultur mit altmediterraner und jungsudanischer Überschichtung“. Die oft hervorragenden Böden (z. B. Nigerdelta) mit heißfeuchtem Tropenklima haben zu ausgeprägten bäuerlichen Kulturformen geführt. Die ethnische Gliederung, für die überall monarchische Staatenbildungen typisch sind, umfasst vier Hauptgruppen, für die außer der ersten und den an der Guinea-Küste lebenden Ethnien Feldbau ohne Großviehhaltung typisch sind (Jagd spielt kaum eine Rolle):
1. die Lagunenvölker (vor allem Fischfang)
2. die Anyi-Akan-Gruppe mit teils alten Königreichen. Am bekanntesten sind hier die Aschanti (Asante).
3. die Ewe; sie sind auch Fischer
4. die Yoruba, Igbo, Idjo, das Königreich Benin und die Edo (ebenfalls Fischer).

Religion: Himmels- und Erdgottheiten sowie ein meist als Schöpfer auftretender Hochgott beherrschen den Glauben der 2. bis 4. Gruppe.
Insgesamt findet man in diesem Bereich so ziemlich alle bekannten Äußerungsformen der afrikanischen Glaubenswelt, also Glaube an übernatürliche Kräfte mit animistischer Grundierung, Magieglaube mit Fetischen, Amuletten, Jujus, Talismanen. Zwischen Seelen, Geister und Gottheiten verschwimmen die Grenzen, denn allen sind die überirdischen Kräfte gemein, doch wird nach Funktion und Motivation unterschieden (hoch oder nieder, gut oder böse etc.).
Der Glaube an die segen- und nutzbringenden Aktivitäten der Totenseelen oder -geister ist Grundlage des Ahnenkultes, der hier den höchsten Ausdruck religiösen Empfindens bildet. Opfer sind dabei üblich. Ein Totemismus findet sich noch bei den Anyi-Akan, den Ewe und Edo. Verbreitet ist ein Schlangenkult im Zusammenhang mit der Ahnenverehrung besonders bei den Aschanti und Dahome.
Ebenfalls weit verbreitet ist der Glaube an die Fähigkeit des Menschen, sich in ein Tier zu verwandeln. Dazu treten eine Unzahl märchenhafter, teils nützlicher, teils schädlicher Wesen wie Buschdämonen, Riesen, Elfen, Gnome auf. Überall finden sich teils phallisch orientierte Fruchtbarkeitskulte.
Die Yoruba-Religion hat für das heutige Afrika besonders große Bedeutung. Interessant ist hier das 401-köpfige, genealogisch geordnete Yoruba-Pantheon, das mit seinen streitenden Göttern seine Herkunft aus den archaischen Hochkulturen verrät und deren vielfarbige Mythen den Aufenthalt der Götter auf der Erde, allerdings nichts über den Hochgott berichten. Die Religion der Yoruba basiert auf einer vierstufigen Rangordnung spiritueller Wesen. Das Höchste Wesen ist Olodumare bzw. Olorun steht über einer hierarchischen Ordnung niedrigerer Gottheiten, denen Tempel und Heiligtümer zugeordnet sind, während der Hochgott lediglich angerufen wird. Ahnenverehrung und Orakel wie das Ifa-Orakel sind zentral. Die Oro- und Egungun-Maskentänze dienen der Totenverehrung. Allerorts finden sich Schreine an Natursymbolen wie Felsen, Bäumen, Flüssen usw., in denen Kultbilder stehen. Der Kosmos besteht aus der diesseitigen Welt der Menschen und der jenseitigen Welt der Geister, in die man aber durch Traum und Visionen gelangen kann. Wesentlich sind die orisha-Mythenkulte, die sich auf einzelne Gottheiten beziehen und häufig lokale Formen ausprägen, in denen auch soziale Funktionen wie Heirat etc. repräsentiert sind. Auch der Hauptgott tritt in lokalen Unterschieden auf. So war in Oyo der Sturmgott Shango die Hauptgottheit, in Benin entwickelte sich parallel die Edo-Religion. Die Priester, Geisterbeschwörer und Heiler der Yoruba-Religion werden Babalawo genannt.
Die Westatlantische Provinz
Sie umfasst das Küstengebiet und das nahe Hinterland von der Nordgrenze Senegals bis zur Mitte der Elfenbeinküste. Landschaftlich und klimatisch finden sich Mangroven und Küstenwald, Savannen und tropischer Urwald. Das Klima wird durch den Passat beeinflusst.
Ethnisch finden sich nach Baumann 77 Völker, darunter die Wolof, Dyola, Temne, Mende, Lebu und zahlreiche andere. Grundlage der Wirtschaft ist der Feldbau als Hackbau mit Brandrodung, dazu hie und da Gartenbau (bei den Dyola und Flup). Fischfang hat große Bedeutung, ebenso die Jagd. Sozial spielte das hier sakral auftretende Königtum bei den stark in Klassen gegliederten Wolof eine wichtige Rolle, dazu gab es vor allem bei den Dyola zahlreiche kleine Fürstentümer, wobei der König gleichzeitig Priester des Schutzdämons seines Gebietes war. Andernorts finden sich Häuptlingsschaften.
Religion: Der Glaube an einen Himmels- und Schöpfergott ist mehr oder weniger stark vorhanden. Dazu kommen je nach Lebensweise Erd- und Wassergötter sowie Lokaldämonen. Beim Jenseitsglauben spielt in Liberia und Sierra Leone ein Totenland an einem für die Seele schwer erreichbaren Ort (Berg, Meeresgrund usw.) eine Rolle. Reinkarnations- und Erneuerungsprozesse der Seele kommen vor. Am wichtigsten ist generell der Ahnenkult, wobei sich die Ahnen in weltliche Dinge einmischen und Opfer erwarten. Damit einher gehen die bei den Männern Poro genannte Geheimbünde (bei den Frauen Bondo). Wichtigster Kultgegenstand ist dabei die Maske, die den Bunddämon repräsentiert und Verkörperung aller Ahnenseelen ist. Vor allem sind dabei Aufnahme-Initiationen üblich, bei denen der Bunddämon den Novizen verschlingt und ihn dann wiedergeboren wieder ausspuckt. Während der Buschzeit genannten Zwischenperiode sind die Initianden Geister und gelten als Ahnen. Darüber hinaus führen zahlreiche Spezialbünde teils kannibalistische Bräuche aus. Manche totemistischen Bünde unterstellen die Fähigkeit zur Verwandlung der Mitglieder in das Totemtier (Krokodil oder Leopard). Vor allem islamische Einflüsse (Wolof und Lebu) sind neben schwächeren christlichen Einflüssen mit einigen Sekten zu beobachten.
Die Oberniger-Provinz

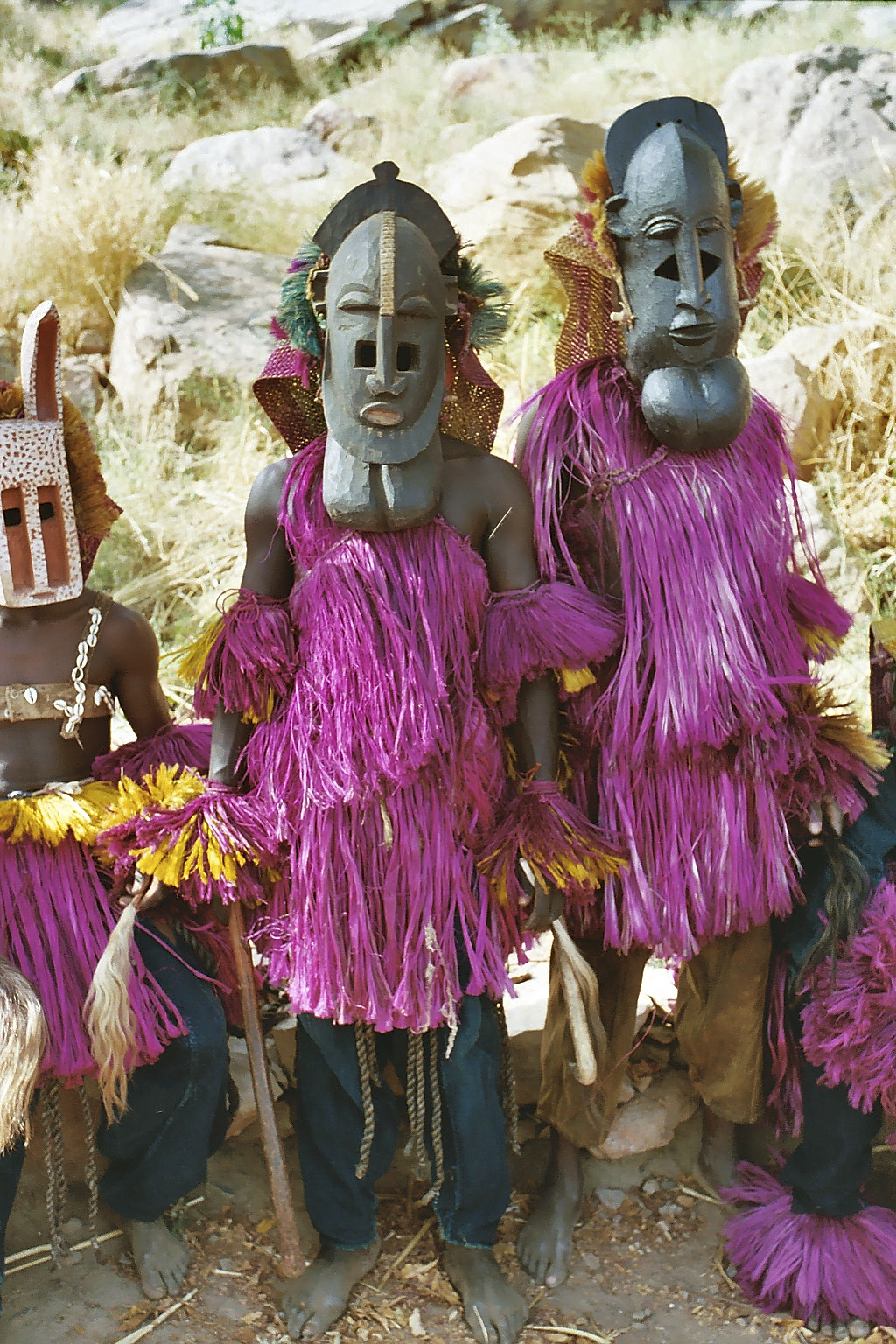
Dogon-Maskenträger

Die Oberniger-Provinz ist im Norden durch die Sahara begrenzt, im Süden durch den Guinea-Wald. Entsprechend präsentiert sich der Norden mit Trockensavannen, indes der Süden immer feuchter wird und über Galeriewälder und Feuchtsavannen in den tropischen Regenwald übergeht. Durchflossen wird das Gebiet von Senegal und Niger, der in seinem Delta außerordentlich fischreich ist und fruchtbare Böden bietet. Meist ist Landwirtschaft üblich, häufig mit elaborierten Bewässerungssystemen, in den Höhen des Fouta-Djalon-Gebirges wird auch Viehzucht betrieben. In diesem Bereich haben sich ausgehend von der westlichen Sudanzone im Mittelalter große Staatenbildungen vollzogen, darunter das Ghanareich, Songhaireich und Malireich (vgl. Geschichte Nordafrikas).
Ethnisch gehören die Stämme meist zu der Mandesprachgruppe. Es sind dies vor allem die Bambara, Soninke, Dogon, Fulbe, Malinke, Tukulor und andere. In der Wirtschaft herrscht der Feldbau vor, dazu die vor allem von einigen Fulbe-Gruppen, insbesondere von den Bororo (auch Fulani oder Peul genannt) betriebene Viehzucht, überdies Sammeln, Fischerei und Jagd. Die Gesellschaft ist nach dem Zerfall der alten Reiche meist in Familien, Sippen-Lineages und Stämmen organisiert, teils patrilinear, teils auch matrilinear.
Die Religion wird vor allem von einem komplexen und umfangreichen System von Mythen bestimmt, darunter Urzeit-, Schöpfungs-, Kulturbringer-, Abstammungs- und Zwillingsmythen. Der Mensch hat bei den Dogon und Bambara 5 Seelen mit unterschiedlichen Funktionen und Eigenschaften, und es werden ihnen persönliche Altäre errichtet, ebenso wie den Ahnen, deren Verehrung im Mittelpunkt der Religion steht, insbesondere der Kult der Dorfgründer. Damit eng verbunden ist der totemistische Kult der mythischen Klanahnen, der Binu-Kult, der den Yeban gewidmet ist, vormenschlichen Wesen, und der sich vor allem als Vegetationskult darstellt. Eng damit in Verbindung stehen wiederum die zahlreichen Geheimbünde mit Masken im kultischen Zentrum (Maskenbünde der Dogon und Bambara). Besonders interessant ist hier aber der Holey-Kult, ein Besessenheitskult, der sich ebenfalls auf prähumane Wesenheiten, die Holey bezieht. Diese ergreifen von einem in Trance befindlichen Tänzer Besitz und benutzen ihn als Medium. Die Priester der Songhai sind für ihre magische Macht berühmt und stellen Amulette her, bekämpfen seelenfressende Hexen usw.
Der vor allem als Jenseitsreligion betrachtete Islam hat in diesem Gebiet Einfluss ausgeübt, doch mit vor allem äußerlicher Wirkung (Gebete, Kleidung, Fasten, Recht usw.). Der Holey-Kult und auch der den Zin (Dschinn) gewidmete Kult, in dem sich die Kulte der alten Erd- und Wasserherren erhalten haben, ist von weit größerer Bedeutung. Hier wie im gesamten Verlauf des Niger spielen in der nichtislamischen Volksreligion, die parallel zum Islam überall existiert, sog. Féticheurs eine wichtige Rolle. Sie treten vor allem als Wahrsager auf und haben einen starken Bezug zu Flussgeistern und der Göttin des Flusses.
Die Obervolta-Provinz
Sie bezeichnet das kulturell wie wirtschaftlich recht einheitliche Gebiet der Bevölkerungsgruppen im Zentrum des Nigerbogens in Obervolta und den angrenzenden Teilgebieten der Nachbarstaaten. Die ähnliche Umwelt (Trockenwald- und Feuchtsavanne) hat den Regenfeldbau zur Folge mit Herdeviehzucht und subsidiärer Jagd, dazu Fischfang und auch Sammeln. Die alteingesessene Bevölkerung konnte ihre Kultur trotz Überschichtung durch die Kultur der vorislamischen Staatengründer und durch den Islam selbst weitgehend bewahren. Eine ethnische Gliederung ist wegen der Vielzahl der Völker und ihrer starken Durchmischung und Verzahnung der Siedlungsgebiete kaum möglich. Man unterscheidet daher grob (wobei ethnische und sprachliche Gruppen nicht deckungsgleich sind):
1. Nordgruppe: Vor allem die alte Songhai-Bevölkerung
2. Ostgruppe: Zahlreiche heterogene Kleingruppen
3. Zentralgruppe: Gurunsi, Lyela und andere
4. Nordwestgruppe wie Bobo und Lobi-Sprachgruppe
5. Südwestgruppe: vor allem Senufo und Kulango.
6. Südostgruppe: Rückzugsgebiet von Altvölkern.
7. Togo-Restvölker.

Wichtigste soziale Großstruktur ist die Lineage-Sippe, die durch einen gemeinsamen Ahnen verbunden ist. Die Struktur ist streng patriarchalisch, Frauen sind nicht kultfähig. Es gibt Ältestenräte mit Senioritätsprinzip in den übergeordneten Verbänden.
Religion: Der Sippenälteste fungiert auch als Priester in dem zentralen Ahnenkult und wird Erdherr genannt. Übergeordnete und oft esoterische Kultbünde vollziehen Initiationsriten. Erdkulte sind verbreitet. Zwei unpersonale, aber nicht otiose, teils als Regengötter fungierende, kultisch verehrte Hochgötter als Repräsentanten des Himmels und der Erde sind Ausgangspunkt einer teils überschichteten Kosmogonie. Die Menschenferne des Hoch- und Himmelsgottes macht Vermittler notwendig, als die vor allem die Gattin des Hochgottes, die Erdgöttin, sowie die Ahnen auftreten. Der Erdkult enthält auch einen Buschkult als jägerisches Substrat, in dem der Buschgott als Herr des Wildes noch eine Rolle spielt, der auch um Jagdglück angerufen werden muss und Frevel straft, wobei Buschgeister als Wildhüter auftreten. Buschheiligtümer sind ihm geweiht, die auch totemistischen Charakter annehmen und derart auf den Klan übertragen werden können. Dabei tritt auch die Idee der Außenseele (Alter Ego) auf, die mit einem Tier geteilt wird, dessen Schicksal dann auf ihn zurückwirkt. Neben diesem Erd- und Himmelskult existiert gleichberechtigt ein Ahnenkult auf der Grundlage komplexer Seelen- und Reinkarnationsvorstellungen mit einer dualistischen Grundstruktur (Körper/Lebenskraft – Geist/Seele). Magie, etwa durch Regenmacher, wird durch die Ahnen vermittelt. Matrilinear vererbte Wahrsagerei, auch durch Medizinmänner, ist verbreitet, ebenso Hexenfurcht (sie fressen Seelen und trinken Lebenskraft).
Die traditionellen Vorstellungen sind durch die staatenbildenden Kulturschichten nicht wesentlich beeinflusst worden. Der Islam hat vor der Kolonialzeit nur bei den Songhai- und Fulbe-Staaten Fuß fassen können. Das Christentum hat nur geringe Erfolge gehabt.

### Gruppe III: Alte vorwiegend islamische Kulturvölker Nord- und Nordostafrikas
In diesen Völkern dominiert der Islam meist schon seit Jahrhunderten, vor allem seit der ab dem 14. Jahrhundert einsetzenden arabischen Einwanderungswelle aus dem Niltal, und er hat die alten Religionsformen weitgehend verdrängt, von denen allerdings noch zahlreiche Reste und synkretistische Phänomene zu beobachten sind.
Der Nordost-Sudan
Im Norden die Dornsavanne des Sahelzone, ansonsten charakteristisch für die Sudanzone. Weiter im Süden gute Voraussetzungen für Viehnomaden mit Übergang zur regengrünen Savanne, weiter im Süden jenseits des 10. Breitengrades ist wegen der Tse-Tse-Fliege keine Großviehhaltung mehr möglich, dafür Feldbau. Der 23. Breitengrad bildet die südliche Grenze der Islamzone. Die dortigen Karawanenstraßen waren Ursprung der späteren lokalen Königreiche. Entsprechend finden sich vier Bevölkerungsgroßgruppen, die allesamt mehr oder weniger islamisiert sind:
1. Ethnien mit staatlicher, teilweise sogar christlicher Tradition wie Kanem-Bornu und Dar Fur: Kanembu, Bulala, Fur, Dadjo u. a. Die Kanembu sind seit langer Zeit islamisiert. Die Kotoko praktizieren neben dem Islam noch Naturgeisterglaube, Besessenheitsphänomene, Magie und totemistische Riten als Reste der alten Sao-Kultur. Die Fur kennen noch einen Ahnenkult, Stein-, Fruchtbarkeits- und Schlangenkulte. Sie haben die Vorstellung von Naturgeistern, Verwandlung von Menschen in Tiere und magische Praktiken, ähnlich die Wadai. Die einstigen Einwohner von Baguirmi praktizieren noch den von Priesterinnen in Trance ausgeführten margai-Kult[59][60] dazu Agrarriten und glauben an den Erdherren und Herrn des Flusses.
2. Araber und arabisierte Stämme zwischen Rotem Meer und Tschad-See: Alle Sudan-Araber sind Muslime; sie bilden religiöse Bruderschaften aus. Sie sind meist halbnomadische Kamel- und Rinderzüchter wie die Kababish des Wadi Howar, dazu Transhumanz-Bauern, bei denen der Feldbau wichtiger ist als die Viehhaltung. Die Felder liegen oft auf dem ungenutzten Land der benachbarten nichtarabischen Afrikaner, deren Erdherr mitunter einen geringen Tribut erhält. Die Ahnen sind wichtig für die Stellung im Klan. Hie und da sind Kultstätten für Naturgeister erhalten, Amulette sind beliebt. Hexenglaube und die Furcht vor dem Bösen Blick sowie zahlreiche magische Praktiken sind bekannt, die nicht unbedingt auf dem Kontakt mit der umgebenden Bevölkerung zurückgehen, sondern möglicherweise als Reste der Altarabischen Religion aus Arabien mitgebracht wurden.
3. Bergvölker: Hadjerai, Nuba. Die Islamisierung ist kaum ausgeprägt. Ihr religiöses Leben wird vom Geisterkult beherrscht, denn Geister sind Vermittler zwischen Mensch und Gott. Ihnen wird geopfert. Es gibt Besessenheitsphänomene. Bei den Nuba spielen Regenmacher eine große Rolle. Dazu kommen Ahnen- und Geisterkult (zum Teil mit Besessenheitsphänomenen), Hexenfurcht, Magie.
4. Schari-Logone-Völker: Massa, Sara-Laka-Gruppe. Die Islamisierung ist kaum ausgeprägt. Größte Bedeutung haben die Agrarriten des Erdherrn. Man glaubt an Flussgeister, Familien- und Zwillingsgeister und praktiziert einen Ahnenkult mit Opfern. Hexenglaube, Orakel und Ordale sind wichtig.

Sahara und Sahelzone

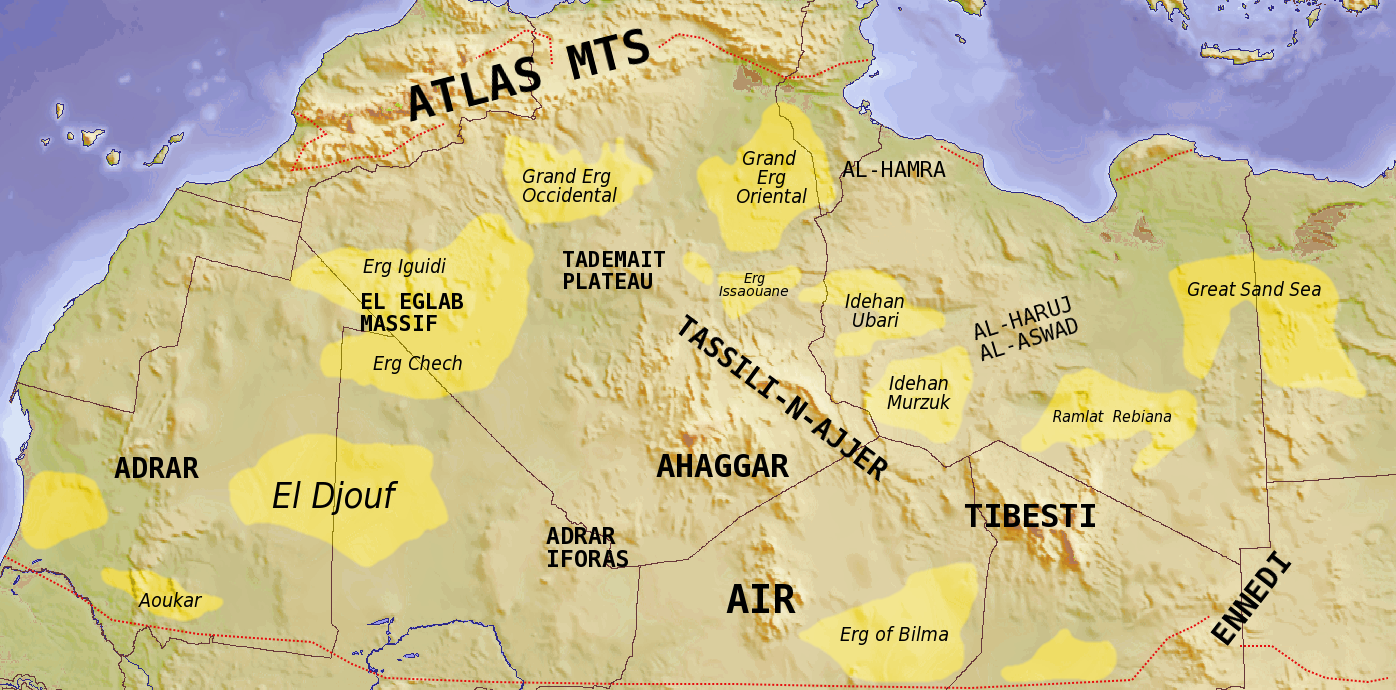
Topographische Karte der westlichen und zentralen Sahara

Die Sahalzone (orange). Es ist der Bereich zwischen 200 mm (Norden) and 600 mm (Süden) der mittleren jährlichen Niederschlagsmenge

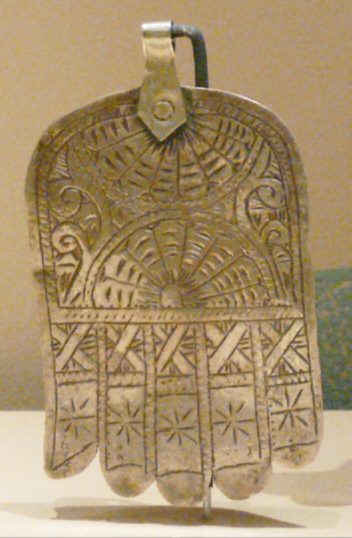
Berber-Amulett: Hand der Fatima (Chamsa) aus Marokko

Die dort teils als Nomaden und Halbnomaden, teils als Oasenbauern lebenden Völker sind durchweg islamisiert. Man unterscheidet sechs Hauptgruppen, von denen allerdings nur die drei ersten relevant sind:
1. Die schwarzafrikanischen Bevölkerungen: Die vor allem im Ennedi lebenden Bäle (Bideyat), die zwischen dem Tibesti und dem Tschad-See lebenden Tubu (Sahara: Daza; Sahel: Kreda) und die Kanuri der Oasen Fachi und Bilma.
Die Bäle haben ihren vorislamischen Glauben von allen Saharavölkern am besten bewahrt. Bei ihnen ist noch ein Ahnenkult lebendig, der sich auf den mythischen Klangründer bezieht, an dessen Sitz (Felsen etc.) man Opfer darbringt und Bitten ausspricht. Darüber steht ein nicht mit Allah identischer otioser Gott edo, dem nicht geopfert wird. Von ihm kommt das Leben, und er nimmt es wieder.

Auch die Tubu kennen einen allerdings islamisierten Ahnenkult, dazu präislamische Agrarriten, magische Praktiken, Geomantie und Ordal sowie Reste eines Sonnenkultes. Der Mensch hat nach ihrem Glauben zwei Seelen. Die Totenseele streicht um die Gräber, an denen deshalb geopfert wird. Die Traumseele hingegen schweift in den Träumen umher; Böse Blicke können sie einfangen. Insgesamt haben sich bei den Tubu besonders viel vorislamische Bräuche erhalten, und im Tibesti finden sich zahlreich Steinkreise, die auf vorislamische Kultstätten zurückgehen, an denen bis heute Opfer dargebracht werden. Der Geisterglaube ist ebenfalls verbreitet.
1. Sahara-Berber: Tuareg und Mauren.
  1. Die Berber[62] haben, obwohl durchweg islamisch, zahlreiche vorislamische Bräuche wie etwa Saat- und Erntebräuche, wenn die Berberstämme im Atlas-Gebirge etwa im Frühjahr in feierlichen Umzügen unter Tanzen und Musik und mit Gebeten über die Felder ziehen und so der Erdmutter huldigen. Die Erde gilt ihnen als göttliche Braut und der Regen als Gemahl, der ständig in sie eindringt. Weitere Fruchtbarkeitsriten sind üblich, und die göttliche Urkraft ist entsprechend weiblich. Gelegentlich finden sich orgiastische Kopulationszeremonien. Beschwörungstänze finden in der Nähe von Quellen, Feigenbäumen und Korkeichen statt, die als Sitz von Erddämonen gelten. Selbst vor dem islamischen Aschura-Fest bringen die Bauern noch Opfer, entzünden auf den Bergen Feuer und tanzen um die Flammen, ein uralter mediterraner Ritus (nicht unähnlich den europäischen Sonnwendfeuern). Selbst die vorislamische Rolle der Frauen als Priesterinnen einer erdhaften Muttergöttin hat sich noch in Resten erhalten, und manche Frauen gelten bis heute als Zauberinnen, ja abseits großer Siedlungen finden sich gar noch weibliche Heilige (Taguramt). Der Islam ist hier teilweise nur ein Firnis, unter dem sich altes Brauchtum erhalten hat, und die Natur bleibt von mächtigen Dämonen und Geistern bevölkert, die zu beschwichtigen sind. Alte Opferplätze werden noch frequentiert. Die Rolle der alten Zauberpriester haben nun die Marabouts (berberisch: Aguram) übernommen, die mitunter als Heilige gelten, und sie sind als Mittler zwischen diesseitiger und jenseitiger Welt unentbehrlich, denn sie praktizieren die alte vorislamische Magie unter islamischer Tünche. Als Schlangenbeschwörer praktizieren sie hie und da noch die Ekstase. Den meisten orthodoxen Islamgelehrten sind sie daher ein Gräuel.
  2. Die Tuareg bieten als bekannteste Ethnie der Berber das Bild einer stark geschichteten, matrilinearen Gesellschaft. Aus der vorislamischen Vorstellungswelt sind Totenfurcht und der Glaube an Naturgeister lebendig. Wahrsagerei wie der „Gräberschlaf“ der Frauen (Schlaf auf den Gräbern von ehrwürdigen Toten, um so prophetische Träume zu erhalten), Furcht vor Hexen, die sich nachts in Hyänen verwandeln können (ein vermutlich schwarzafrikanischer Einfluss), Glaube an Naturgeister und Dämonen, die für die Tuareg eine Realität des täglichen Lebens darstellen, zumal der Prophet ihre Existenz anerkannt habe, sind ebenfalls verbreitet. Besonders gefürchtet sind hier die Kel Asuf, Dämonen, die Mensch- und Tiergestalt annehmen können und mitunter in einen Menschen fahren, der dann in ekstatische Zustände gerät und die durch eine Marabout wieder ausgetrieben werden müssen. Um sie zu besänftigen, bringt man ihnen kleine Speiseopfer dar. Gefürchtet ist zudem der Böse Blick tebot, dem mit einem Abwehrzauber begegnet wird. Man glaubt zudem, es gebe Frauen und Männer, die direkt in Kontakt mit Geistern treten und mit diesen sprechen könnten, dabei über deren Kräfte verfügten und die Gabe der Wahrsagerei besäßen. Eine positiv wirkende, erblich vermittelte Kraft wiederum ist baraka (arab. Segenskraft). Vor allem Marabouts besitzen sie, und zwar über den Tod hinaus, so dass man sich an ihrem Grab damit regelrecht „aufladen“ kann. Die Tuareg fürchten zwar nicht den Tod, aber die Toten und meiden ansonsten Gräber. Gelegentlich finden sich Derwische, vor allem bei den Sufis, die vom orthodoxen Islam ebenfalls und wie die Marbouts als Ketzer abgelehnt werden.
  3. Die Mauren leben vor allem in der Westsahara und gelten als berberisch-arabische Mischbevölkerung, bezeichnen sich jedoch als Araber. Sie sprechen wie die Haratin Hassania, einen berberischen Beduinendialekt und haben mit ihnen auch starke kulturelle Gemeinsamkeiten, auch die Religion, hier ein besonders strenger und einfacher Islam, der schon im 11. Jahrhundert zu der rigiden und orthodoxen Auslegung führte, welche damals die Almoraviden praktizierten. Maurische Wanderprediger missionieren bis heute in weiten Bereichen der Sahara, des Sudan und Sahel.[63]
2. Sahara-Araber: Sie sind als Einwanderer (11. bis 17. Jahrhundert) im Zuge der islamischen Expansion durchweg Muslime mit lokal gelegentlich vorislamischen, altarabischen Brauchtumsresten und leben heute meist als nomadische oder halbnomadische Beduinen wie zum Beispiel die Sha'amba des Großen Erg Südalgeriens oder die Abaidat und Magarba auf der Cyreniaka sowie die Uled Sliman Libyens. Tuareg-Bräuche haben hier stark auf sie abgefärbt, auch in der Religion, zumal der Islam auch wegen des Fehlens eines starren Kodex bis heute nie völlig unabhängig von lokalen Besonderheiten wurde, sich vielmehr häufig mit diesen arrangieren und mit den religiösen Gewohnheiten der gerade in den ersten Jahrhunderten ja in rascher Folge unterworfenen Völker zahlreiche Kompromisse eingehen musste. Nicht zuletzt hat diese Situation mit zu dem Phänomen der extremen, die des Christentums weit übertreffenden Aufsplitterung des Islam in Sekten und verschiedene Rechtsschulen geführt, um dadurch wenigstens in dann kleineren Gruppierungen eine gewisse Einheitlichkeit zu bewahren, obwohl Analogien, Brauchtümer, Gewohnheitsrecht und flexible Grundsätze der Urteilsbildung den Korangelehrten durchaus Spielräume für die Deutung des Korans lassen. Doch konnte es sich kaum ein lokaler Herrscher leisten, die Interpretation etwa des göttlichen Rechts völlig aus der Hand zu geben. Selbst die Kalifen der Abbasiden, die den Koran kodifizierte, waren dazu nicht bereit.[64]
3. Auch die strenggläubigen Mozabiten suchen eine enge Verbindung zu den Verstorbenen, die in ihrem an sich orthodoxen Glauben große Bedeutung hat (und als Asnam = Götzendienst völlig unislamisch ist[65]).
4. Sahara-Juden: Sie waren einst zahlreich. Es gibt sie aber seit Mitte des 20. Jahrhunderts als Folge des Nahostkonfliktes kaum noch.
5. Eine ethnisch nicht zuordenbare Sondergruppe sind die „Schmiede“ oder Enaden. Sie stellen Amulette her und wirken als Heiler, stehen jedoch außerhalb der Gesellschaft. Sie ähneln darin den als „Haddad“ bezeichneten „Schmieden“ des Nordost-Sudan (s. o.), bzw. sind mit ihnen identisch. Man glaubt, sie seien von Geburt an mit einer besonderen Kraft ausgestattet, die negativ wirksam wird, wenn man einen Schmied beleidigt oder misshandelt. Damit sind auch magische Kenntnisse verbunden. Die früher unüberwindlichen gesellschaftlichen Schranken zur Umwelt fallen zurzeit aber.

Nordafrika
Die ethnolinguistische Systematik ist wegen der absoluten Vorherrschaft des Arabischen hier besonders problematisch, desgleichen sind es großräumige Einteilungen wie Maghreb, Sudanzone, Nubien oder eine geographische wie die Libysche Wüste. Die Arabisierung ist hier insgesamt kulturprägend gewesen, desgleichen waren es die späteren kolonialen Einflüsse Europas (Französisch teilweise als Amtssprache). Neben Arabern finden sich vor allem die im vorigen Abschnitt bereits dargestellten Ethnien, insbesondere Berber und Mauren.
In der Religion dominiert der Islam sunnitischer Prägung absolut, er ist nach der Zuordnung der Rechtsschulen malikitisch (Ausnahmen: sufitische Mozabiten und Charidschiten). Islamische Bruderschaften spielen eine große Rolle. Eine mit Wallfahrten verbundene Heiligenverehrung besteht hie und da, wobei zahlreiche vorislamische Glaubensformen islamisiert wurden, indem sich etwa vor allem im Volksislam heidnische Gottheiten in Geister verwandelten, die von den Menschen auch Besitz ergreifen und von ihnen bestimmte Verhaltensweisen fordern.
Relikte alten Berberglaubens bestehen (s. auch oben). Dazu gehören bestimmte Kulthandlungen im Zusammenhang mit Lebensabschnittsriten (Geburt, Initiation, Heirat, Tod usw.) und wirtschaftlichen Ereignissen sowie Fruchtbarkeitsriten zu Saat und Ernte. Sehr alt sind ein Sonnenkult sowie die Verehrung von Felsen, Quellen oder Bäumen. Amulette und Magie sind verbreitet, ebenso der Glaube an die Wunderkraft bestimmter Personen.
Bei den altkanarischen Guanchen, deren Ursprung bis heute unklar ist, hat sich ein vorislamischer, vorarabischer berberischer Kulturkomplex erhalten. Sie glaubten einst vor ihrer Christianisierung durch die Spanier an einen Hochgott Aborac und an in Vulkanen lebende Dämonen, hatten Priester und Tempel sowie eine Art Nonnen (harimuguadas). Opferriten waren verbreitet. Einbalsamierungen waren hie und da üblich, desgleichen wird ein alter megalithischer Kulturkomplex vermutet.
Ägypter, Nubier und Bedja
Gemeint ist hier der Bereich des mittleren und unteren Nil samt den ihn begleitenden Oasen der Libyschen Wüste sowie das Nildelta. Die Region ist komplett islamisch und arabisiert. Nicht berücksichtigt ist die klassische altägyptische Religion. Die Sprache ist ägyptisches Arabisch, die Bedja sprechen eine kuschitische Sprache. Im Brauchtum haben sich wie überall im islamischen Nordafrika einige vorislamische Reste erhalten wie magische Praktiken, Angst vor dem Bösen Blick, Amulette, Geister- und Dämonenfurcht (Dschinn), Totenfurcht usw.
Die nomadischen bis halbnomadischen Bergstämme der Bedschas des Ostsudan sind ebenfalls Muslime.

## Weltreligionen in Afrika
Zur vielfältigen und auch machtpolitisch relevanten Rolle des Christentums und des Islam in Afrika insgesamt siehe die jeweiligen Hauptartikel: Religion in Afrika, Christentum in Afrika, Koptisch-orthodoxe Kirche, Äthiopisch-Orthodoxe Tewahedo-Kirche, Afrikanische Kirchen und Islam in Afrika sowie für Einzelfragen die Kategorie:Islam nach Staat und Kategorie:Christentum nach Staat. Zu den Einflüssen altarabischer Traditionen vor allem auf den Islam Nordafrikas siehe vorigen Abschnitt. Von den übrigen Weltreligionen spielt lediglich der Hinduismus in Südafrika und auf Mauritius noch eine gewisse Rolle.

## Die Mythen Afrikas

### Übersicht und Charakteristika
Literatur:

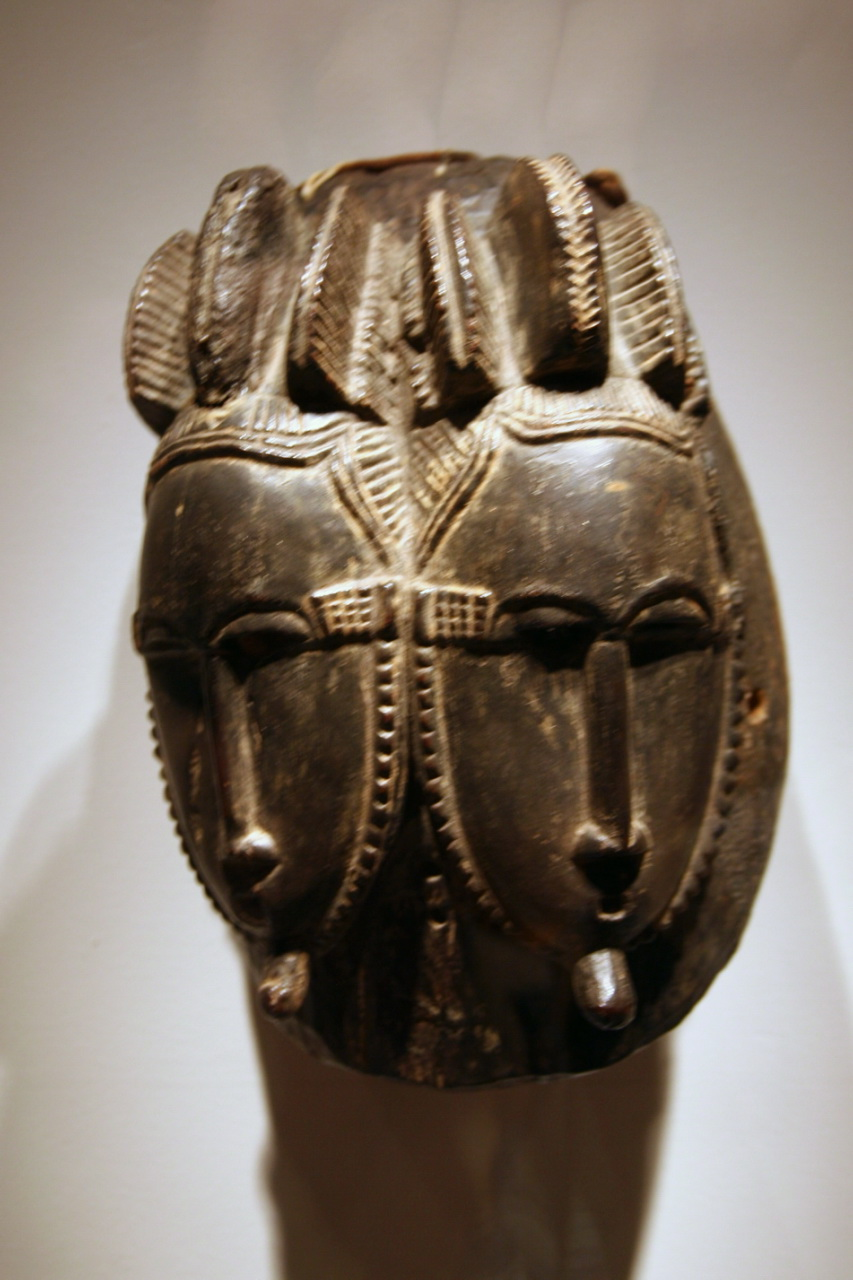
Zwillingsmaske der Baule, Elfenbeinküste

Die Mythologien Afrikas sind von einigen Grundthemen bestimmt, die sich bei vielen anderen Völkern finden, in Afrika allerdings, was die Themenschwerpunkte angeht, regional unterschiedlich verteilt sind. Es sind dies vor allem:
- Schöpfungsmythen, meist mit einem Schöpfergott, der nach Vollendung seines Werkes dem Gesichtskreis der Menschen entschwindet und allenfalls als ferner Hochgott präsent ist, mitunter auch andere irdische Funktionen hat, etwa Jagd oder Fruchtbarkeit. Häufig sind diese Schöpfungsmythen der Beginn eines hochkomplexen und verzweigten Erzählstranges, der bis hin zur Entstehung eines bestimmten Volkes oder Stammes führt.
- Göttermythen. Viele afrikanische Völker haben ihr eigenes, allerdings meist nicht systematisiertes Pantheon, das sich stark an den jeweiligen Lebensumständen orientiert. Entsprechend treten zahlreiche Stammesgötter auf, die teilweise mit den Ahnen verschmelzen. Götter werden dabei oft vermenschlicht, heiraten sogar manchmal Menschen und zeugen Kinder mit ihnen.
- Agrar- und Fruchtbarkeitsmythen. Die dafür zuständigen Götter sind meist weiblich, doch gibt es auch den „Erdherren“. Meist sind diese Mythen mit jenen der Unterwelt und des Todes verbunden.
- Entstehung der Menschen und Verlust der Unsterblichkeit. Ahnenmythen.
- Mythen um die kosmische Schlange, die sich um das Universum rollt.
- Mythen um Trickster, der weder Mensch noch Gott ist, aber an beiden teilhat.
- Mythen um Geister, Mischwesen und Ahnen. Auf dem Gebiet alter afrikanischer Staaten mit Sakralkönigtum finden sich entsprechend geprägte Königsmythen.
- Urzwillingsmythen, vor allem in Westafrika.
- Mythen um die Entstehung von Gesellschaft und ihre Harmonie. Die Harmonie ist ganzheitlich und schließt Kosmos, Menschenwelt mit Natur und Unterwelt samt Göttern, Ahnen und Geistern mit ein.
- Magie und Hexerei. Meist mischen sich dabei wie vielfach in der afrikanischen Mythologie Mythen mit Sagen, Märchen und Legenden.

Besonderheiten:
- Eschatologische Mythen kommen kaum vor.
- Totemistisch bestimmte Mythen gibt es hingegen.[70] Überhaupt spielen Tiere in Mythen oft eine zentrale Rolle.

### Regional charakteristische Mythenmerkmale
Zentral- und Südafrika
Jede ethnische Gruppe hat ihre eigene Religion. Dabei ist die Zugehörigkeit zu bestimmten Sprachfamilien wie Bantu, den nilotischen Sprachen oder Khoisan nicht entscheidend. Doch zeigen die Mythen schon aufgrund ihres hohen Alters noch am ehesten alte Verwandtschaftsbeziehungen der Ethnien an.
- Eigentümlich ist, dass die Götter hier zunächst Tiergestalt hatten, ganz ähnlich den Göttern Ägyptens und Indiens, und erst nach und nach menschliche Gestalt annahmen, was sie als ursprünglich animalistisch kennzeichnet. Entsprechend treten in den ältesten Mythen der Region Tiere mit gewaltigen magischen Kräften auf: die Spinne kann zum Himmel emporsteigen, der Frosch ganze Wälder überspringen, der Löwe ein ganzes Dorf verschlingen usw. Die nächste Stufe sind dann anthropozoomorphe Mischwesen wie der Leoparden- und Krokodilmann mit teils guten, teils üblen Eigenschaften. Schließlich treten anthropomorphe Gestalten in den Vordergrund und entwickeln ein mehr oder weniger geordnetes Pantheon, dessen Götter sich mit Menschen verbinden. Manche dieser anthropozoomorphen Mythengestalten sind Zeichen eines Totemismus, und viele Clans glauben, von diesen Tiergöttern abzustammen, die sie beschützen, etwa die Schlange bei den Zulu oder die Taube bei den Sotho.
- Es sind mehrere Schöpfungsmythen überliefert, etwa bei den Bakuba in Zaire, wo die Welt, also Kosmos, Natur und Menschen samt ihren Fertigkeiten, von einem weißen Gott Mbombo als Folge heftiger Bauchschmerzen erbrochen wird. Daran schließt sich eine komplexe Geschichte an, die von der Entstehung der Sprachen, des Hasses zwischen Mensch und Tier, des Krieges, Königtums und der Herrschaft der Bakuba erzählt, indem sie den Ursprung des Volkes mit all diesen Mythen verknüpft.
In manchen Schöpfungsmythen finden sich Parallelen zu biblischen Geschichten, etwa der von Adam und Eva und der Formung des Menschen aus Ton, etwa bei den Schilluk im Sudan. Die Zulu in Natal kennen hingegen einen an Orpheus erinnernden Mythos, die Geschichte vom König Kitamba und seiner Frau Muhongo, der die Unmöglichkeit thematisiert, einen Toten wieder aus der Unterwelt zurückzurufen, selbst wenn ein mächtiger Medizinmann dies versucht.[72]
- Mensch und Unsterblichkeit: Der Ursprung des Todes beschäftigt viele Ethnien, etwa die Nkundo in Zaire mit der in Afrika verbreiteten Vorstellung, die Seele des Vaters kehre im Sohn wieder. Bei den Baluba geht das Geheimnis der Unsterblichkeit durch Neugier verloren. Bei den Khoikhoi wird der Verlust der Unsterblichkeit auf einen Fehler der Götterbotin Mantis zurückzuführen, die die von der Mondgöttin an die Menschen übermittelte Botschaft an einen Hasen weitergibt, der der Unsterblichkeit nur verstümmelt überbringt (das Unsterblichkeit verheißende Ende fehlt). Im Wutu-Mythos wiederum betrügt die Schlange die Menschen, so dass sie sterblich werden, sie selbst wie in anderen Mythen aber unsterblich bleibt und nur ihre Haut abstreift. In den Mythen der Baganda in Uganda wird vom Urahn Kintu erzählt (s. u.), der vom Himmel herabsteigt und nach zahlreichen Prüfungen die Tochter des Himmels heiratet, so zum Schwiegersohn des Himmelsgottes Gulu wird. Allerdings verliert er seine Unsterblichkeit aus Vergesslichkeit, wird jedoch von seinem Schwiegervater ersatzweise mit der Gabe gesegnet, nun so viele Kinder zu haben, dass der Tod niemals siegt. In den Mythen der Dinka im Südsudan wiederum ist es die Gier, die zum Verlust der Unsterblichkeit führt.
- Ahnen und Tote: Viele Mythen kreisen häufig um die Entstehung von Gut und Böse aus der Macht der Toten. Einige Seelen, etwa bei den Zulu, sind stärker als andere und der Magie mächtig. Totengeister leben meist unter der Erde und unterstehen dem Gott des Todes, ihre Welt kann aber unter Einhaltung bestimmter Rituale auch von Menschen betreten werden. Andere Seelen schweifen auf der Erde umher oder kehren als Tiere oder Pflanzen wieder. Um all dies ranken sich zahlreiche lokale Mythen, etwa in der Geschichte von der toten Mutter, die ihr Kind als Baum vor der bösen Stiefmutter beschützt und sie nährt und selbst noch als gefällter Baum soviel Lebenskraft hat, dass sie der Tochter durch die Magie des Holzes einen guten Ehemann verschaffen kann.
- Magie und Hexerei: Sie ist allen Menschen, aber auch Tieren und Pflanzen in unterschiedlichem Maße eigen und wird durch Geister vermittelt, je nachdem, ob die Geister gut oder böse sind. Der Unterschied zum Christentum ist hier ausgeprägt: Gut ist alles, was Familie und Gemeinschaft nützt, was Krankheit und Tod verursacht ist böse. Hexen bzw. Hexer bzw. Zauberer repräsentieren die böse Qualität der Magie („schwarze und weiße Magie“ – die Ausdrücke sind allerdings wenig scharf umrissen, stark belastet und daher obsolet). Diese Eigenschaft ist angeboren, nicht erworben. Auch darum ranken sich zahlreiche Geschichten, die vor allem den Terror im Zentrum haben, den böse Magie ausüben kann. Zauberer unterscheiden sich von Hexern vor allem dadurch, dass sie stärker sind und die böse Magie gezielt einsetzen können, etwa durch Fetische. Dieser Glaube ist in Afrika bis heute sehr lebendig und reicht bis in die oberen Ränge von Wirtschaft, Militär und Politik.

Ostafrika
Hier überschneiden sich die Einflusszonen. Somali und Wüsten-Oromo im Nordosten Kenias etwa gehören noch zur nordafrikanisch nordöstlichen Hauptregion, der Rest der an die 220 Ethnien ist jedoch Teil der subsaharischen Kulturzone. Allerdings verschwanden mit dem Untergang der lokalen Reiche oft auch deren Mythen. Inhaltlich ähneln diese in ihrer Struktur stark denen der subsaharischen Ethnien. Unterschiede sind zwischen den Regionen Afrikas vor allem im Bereich der Gesellschaftsstruktur erheblich, im Mythenbereich jedoch bedeutungslos.
- Der Aufbau der ostafrikanischen Mythen folgt überall einem in vier Themenbereiche auflösbaren Grundmuster, wobei diese Themen wiederum oft in zwei Gegensatzpaare zerfallen:

1. Schöpfung
  1. Vollkommene Schöpfung
  2. Unvollkommene Schöpfung
2. Menschliches Leben
  1. Erfolgreich
  2. Nicht erfolgreich

Alles beginnt mit der paradiesischen Schöpfung, die aber nach und nach dem gegenwärtigen Zustand weicht mit Hass, Armut, Krankheit, Tod.
- Entfremdung vom paradiesischen Zustand. Typisch ist die einschlägige Chagga-Erzählung, in der das Verhalten zweier armer Brüder belohnt bzw. bestraft wird, je nachdem ob sie sich mitleidig und demütig verhalten. Der gute Bruder hat Erfolg, der böse nicht. Die Erzählung bildet den Kern eines ganzen Komplexes ähnlicher Mythen, die die physische und moralische Entfremdung zwischen Schöpfergott und Mensch zum Gegenstand haben. Der Verlust der vollkommenen Schöpfungsordnung spiegelt sich auch in Erzählungen über die abnehmende Harmonie zwischen Mann und Frau und zwischen Brüdern. Allerdings ist gerade dieser Mythenstrang durch zahlreiche, oft widersprüchliche Varianten innerhalb der oder zwischen den Ethnien außerordentlich kompliziert und kaum klassifizierbar, zumal sich die Geschichten oft mit solchen aus anderen Kategorien überschneiden und vermischen, so dass das Primärmerkmal dieser Kategorie die enorme Variabilität ist.
- Der erste Mensch: Die bereits angesprochene Geschichte vom ersten Menschen Kintu ist eine solche Variante, die hier den Verlust der Unsterblichkeit mythisch thematisiert.
- Die Ankunft des Todes: Hier spielt der Hase, der in vielen afrikanischen Mythen auftritt und an analoge nordamerikanisch-indianische Tricksterfiguren erinnert, eine wichtige Rolle, der dem Menschen durch sein Ungeschick die Unsterblichkeit raubt (s. o.). In anderen Varianten ist es ein neugieriger Vogel, der im Verein mit der sich häutenden Schlange die göttliche Botschaft verfälscht.
- Der Mensch ist körperlich und moralisch schwach: Dies ist das Zentrum vieler ostafrikanischer Mythen. Der Mensch ist nicht Herr seines Schicksals und meistert die irdischen Gefahren nur unzulänglich. Oft ist dabei Betrug im Spiel. Er steht unter der Gewalt Gottes, der Geister und Ahnen. Die einfachste Mythenform erzählt denn auch vom Zusammentreffen von Geist und Mensch im Wald oder an einem anderen einsamen Platz. Solche Erzählungen sind in Ostafrika bis heute lebendig und werden als reale Erlebnisse berichtet, so dass der alte Mythenteppich hier bis in die Gegenwart weiter gewirkt und ständig ergänzt wird.
- Mythen und Gesellschaftsordnung: Diese Mythen berichten vom Ursprung der Gesellschaft, der Clans, des Königtums usw. Die königliche Autorität wird dabei mit der göttlichen verknüpft (ähnlich wie im europäischen Gottesgnadentum und Absolutismus). Zahlreiche afrikanische Dynastien funktionierten bis in die Neuzeit auf dieser Basis. Die Feindschaft von Hutu und Tutsi in Ruanda, die schließlich 1994 in einen Völkermord an den Tutsi ausartete, wurde derart mythisch begründet. Auch zahlreiche andere ostafrikanische Ethnien kennen solche Geschichten, die sich auf die Gesellschaft der Moderne und die mythisch begründete Vorherrschaft einzelner Völker rechtfertigend beziehen, etwa bei den Massai, Kamba, Kikuyu und ihren Nachbarn. Bemerkenswert ist dabei, dass viele Völker im nordöstlichen Ostafrika Königsmythen überliefern, obwohl es in ihrer Geschichte nie Könige gegeben hat.
- Madagaskar hat mit dem Gott Zanahary ein allumfassendes dualistisches mythisches Konzept, das auch seinen Widersacher und Konkurrenten Zanahary-unten beinhaltet und damit alle weltlichen und jenseitigen Widersprüche. Er ist Schöpfer, Vater und Mutter, Ursprung des Regens und der Fruchtbarkeit, „duftender König“ und Ursprung des Todes, bestimmt das Schicksal und lässt sich dennoch von seinem Widersacher täuschen.

Westafrika

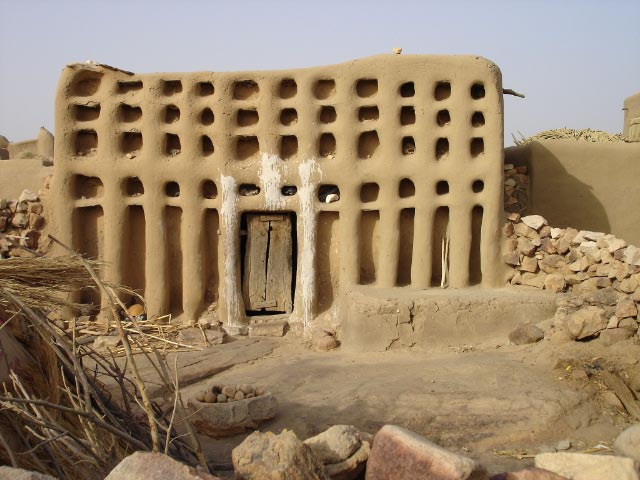
Ein Binu-Heiligtum der Dogon. Es repräsentierte die Binu, mythische Ahnen ohne Tod. Die weißen Spuren an der Außenseite sind Reste von Hirsebrei, die dem Schöpfergott Amma als Libationsopfer dargebracht wurden.

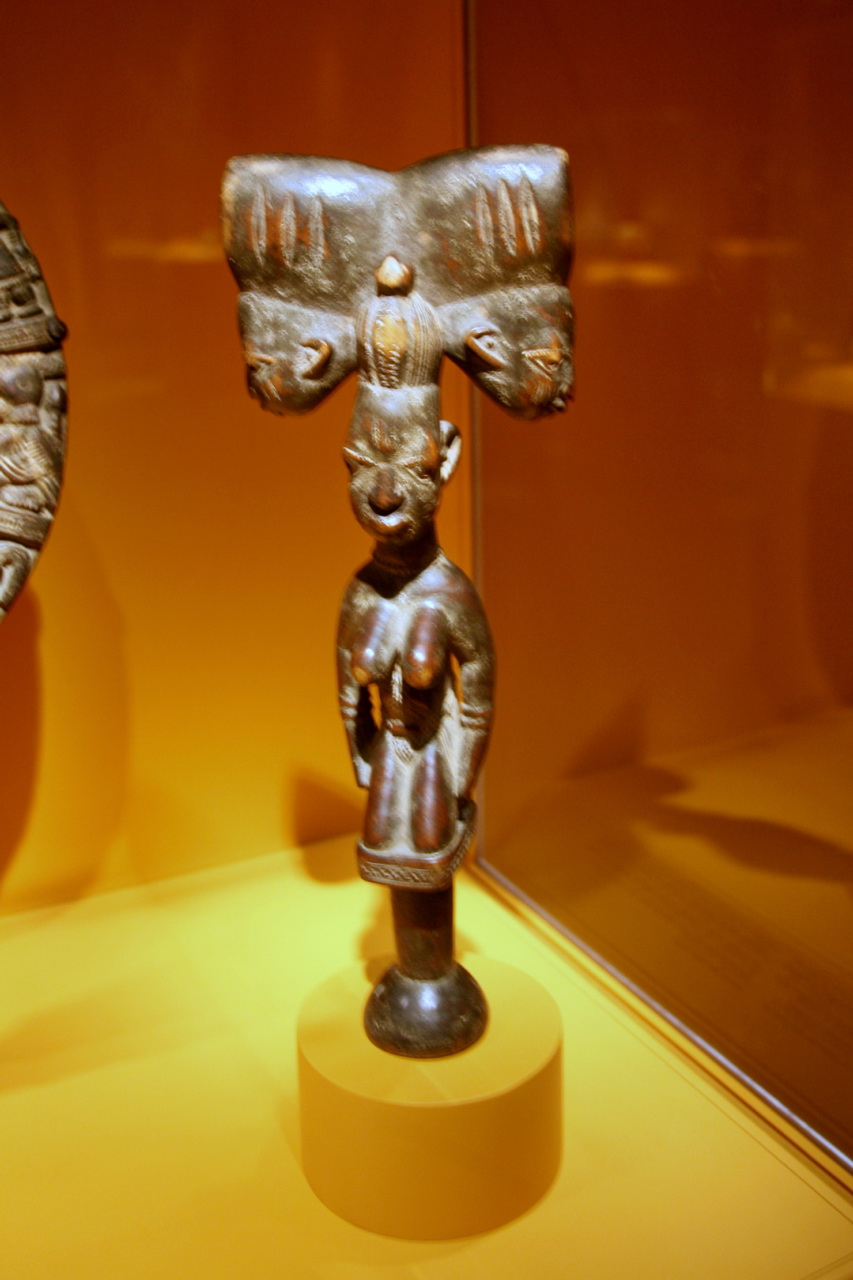
Hölzerne Darstellung des Gottes Shango mit seinem Symbol der Doppelaxt

In Westafrika gab es hochkomplexe Religionen mit voll ausgebildeten Götterpantheons, etwa bei den Yoruba und Aschanti oder im damaligen Reich Dahomey (heute Benin). Aus Dahomey, das drei Pantheons, ein irdisches, himmlisches und ein Donner-Pantheon kennt, jedes mit einer eigenen Priesterschaft, stammt auch der Begriff vodo für Gott, der später als Bezeichnung für den haitianischen Voodoo-Kult diente, der von westafrikanischen Sklaven dorthin gebracht wurde.
- Götter und Schöpfung: Im Zentrum steht hier außerdem die Mythologie des Fon-Zwillingspaares Mawu-Lisa, das das männliche (Lisa) mit dem weiblichen (Mawu) Prinzip verbindet und als Repräsentanz der kosmischen Dualität (Sonne/Mond, Tag/Nacht usw.) erscheint, ganz ähnlich dem Yin-Yang-Prinzip in China. Dieser Doppelnatur entstammen alle Götter, die dann jeweils für spezialisierte Arbeitsbereiche der Natur und Kultur zuständig sind: Age für den Busch und seine Tiere, Lobo für Bäume und Heilpflanzen, Ayaba für den Herd usw. Legba und Fu sind jedoch für das Schicksal selbst verantwortlich und Legba wirkt außerdem als Bote zwischen den Pantheons. Legba, der bei den Yoruba auch Eshu heißt, ist überdies ein Trickster und Kulturheros: beide Rollen sind oft in derselben mythischen Figur vereint. Er treibt sich gerne auf Märkten, Kreuzungen und an Türen herum und ist der Wächter aller Übergänge, der selbst Göttern Streiche spielt. Mawu-Lisa erschafft das Universum mit Hilfe der Schlange Da Ayido Hwedo, die sich um die Erde wickelt und so Ursprung aller Bewegung ist. Später steigt Gu, ein Sohn Mawu-Lisas auf die Erde hinab und bringt den Menschen die Eisenbearbeitung und Schmiedekunst, eine auch bei anderen Völkern mythisch verklärte Fertigkeit, die auf die Ursprünge des Mythos bei den Bantu hinweist, die die Eisenbearbeitung einst in Afrika verbreiteten.
 Bei den Yoruba heißt der Schöpfergott Olodumare, der die Welt ganz planvoll erschafft und den Fortschritt der Schöpfungsarbeiten durch tierische Boten kontrollieren lässt. Als Überwacher des menschlichen Schicksals setzt er den Gott Orunmila ein.
Pemba ist der Schöpfergott der Bambara in Mali, ihm zur Seite der Süßwassergott Faro, der es sogleich mit einem Widersacher zu tun bekommt, Teliko, Geist des Wüstenwindes, den er besiegt und in die Welt Ordnung bringt.
- Das Bruder- bzw. Zwillingsmotiv, das in westafrikanischen Mythen eine zentrale Rolle spielt, setzt sich dann mythologisch unter den Menschen fort, was sich durchaus auch gesellschaftlich auswirkt, da in den westafrikanischen Ethnien bis heute der ältere Bruder den Vorrang genießt, Anlass für zahlreiche Streitigkeiten. Und Zwillingen wurden und werden gar als Unglück, ja als Dämonen betrachtet, die zur Familie der Warane gehören, die es fertig gebracht haben, in den Leib der Mutter zu kriechen; und man setzte sie früher oft im Busch aus. Der Mythos um die um Macht streitenden Söhne des androgynen Schöpfergottes Mawu-Lisas Sagbata und Sogbo ist Reflex dieses Konfliktes.
Der Aschanti-Mythos um die ersten Menschenpaare, denen durch eine Pythonschlange erst beigebracht wird, wie man sich fortpflanzt, enthält wiederum den sehr alten und häufigen westafrikanischen Schlangenmythos. Das Töten einer Python war früher daher verboten.
Bei den Dogon stehen Zwillinge ebenfalls am Anfang des durch das Weltei repräsentierten Schöpfungsprozesses, der mit dem Schöpfergott Amma beginnt. Es entstehen zwei Doppelplazenten, die letztlich zu bereits im Ei streitenden männlichen und weiblichen Zwillingskindern führen, mit denen die Unordnung in die Welt kommt, darunter auch ein Ur-Inzest, wie ihn die Mythen vieler Völker kennen und der hier Ursache aller irdischen Unreinheit und Unvollkommenheit ist. Geheilt wird diese Situation durch einen erneuten Schöpfungsakt Ammas mit dem Symbol des Regenbogens, auf dem die Nommo des anderen Zwillingspaares zur Erde kommen, aus denen wiederum die vier Urstämme der Dogon hervorgingen, deren Urahnen Pflanzen und Tiere sowie menschliche Fertigkeiten auf die Erde brachten. Die Folge der ursprünglichen Unordnung und Unreinheit ist jedoch der Tod. Die Patrilinearität der Dogon wie die Struktur ihrer gesamten Gesellschaft spiegelten noch lange diesen Urmythos wider, und zwar bis hinein in die Architektur der Tempel.
- Eine auffallende Rolle spielen in Westafrika Flussgötter und -dämonen, wie das Beispiel des androgynen Dämons Anyaroli vom Temne-Fluss zeigt, der quasi aus Versehen mit einem Menschenkopf und dem Körper einer Schlange geschaffen wurde, als sich die Tiere um das Amt ihres Königs stritten. Dies ist eine für Westafrika typische Mischung aus Märchen, Fabel und Mythos, denn Anyaroli wurde bis in unserer Zeit angebetet und ihm wurde geopfert.
- Der Donner ist ein weiteres zentrales Motiv, das mythisch verklärt wird. Er heißt Shango, Obtala, Ogún oder Ynsan und tritt auch als Blitzeschleuderer auf. Im Königreich Oyo war Shango der Vater des Königsgeschlechts, ein gewalttätiger Rächer, der die Bösen züchtigte. Opfertempel waren ihm gewidmet. Sein Kult kam mit Sklaven nach Brasilien.

Nordafrika
Die Mythen Nordafrikas sind vor allem die Mythen des Islam und damit des Koran sowie der Hadith genannten Traditionen, die wiederum die Mythen Mesopotamiens, des Judentums und Altarabiens transportieren (etwa die Sündenfall-, Sintflut-, Abraham- oder Mosesgeschichte oder die Geschichte Salomos und der Königin von Saba). Doch scheint es auch einige autochthone Reste zu geben, vor allem unter der berberischen und schwarzafrikanischen Bevölkerung. Man kann dabei grob drei Kategorien von Mythen unterscheiden, je nach ihrem Ursprung:
- Vorislamische Mythen: In Algerien etwa gibt es einige solche Mythen,[75] die sich unter anderem mit dem Ursprung von Sonne und Mond beschäftigen, die von der Mutter der Welt aus den erkrankten Lidern und Augen eines Ochsen und Widders erschaffen wurden. Ein anderes Thema ist die Entstehung des Weinens und der Flecken im Mond sowie die Entstehung der Völker. Auch hier wird die Mutter der Welt aktiv. Die Geschichten sind also eindeutig vorislamisch und enthalten keinerlei islamische Bezüge oder Synkretismen.
- Andere Mythen verraten islamische Einwirkungen, etwa die Geschichte von der Erschaffung der Heuschrecke, in der Gott, der Satan und Engel tätig werden. Satan erschafft von Allah dazu aufgefordert ein vollkommenes Tier aus den Teilen anderer Tiere. Da die Teile nicht passen wollen, entsteht am Ende nur ein kleines, hässliches Geschöpf: die Heuschrecke, und Allah verleiht ihr, um Satan für seine Hybris zu strafen, die Gabe, sich endlos zu vermehren.
- Die dritte Kategorie der nordafrikanischen Mythen schließlich ist islamisch und taucht teilweise in der Märchensammlung Tausendundeine Nacht auf, wobei diese islamisierten Geschichten häufig auf vorislamische Quellen zurückgehen (häufig auch persische, da die Märchensammlung ursprünglich diesem Kulturkreis entstammt). Die Dschinn, denen der Koran sogar eine Sure widmet, sind die wohl bekanntesten Vertreter dieses islamischen Mythenkosmos. Andere Mythen sind eher Legenden und haben etwa das wundersame Auffinden von Wasser mitten in der Wüste zum Gegenstand, wie das etwa bei der Gründung der heiligen Stadt Kairouan geschah, oder sie berichten von Oasengründungen wie in der Geschichte der Gründung von Touggourt durch die Kurtisane T'gg'rt, als diese wegen ihres lockeren Lebenswandels aus ihrer Heimatoase vertrieben wurde und einem heiligen Mann in ihrem Zelt Gastfreundschaft gewährte.[76] Weitere Einzelheiten siehe den Abschnitt „Islam und die altarabische Religion“.

Viele dieser Mythen vor allem der ersten und zweiten Gruppe sind inzwischen in die Märchenwelt der nordafrikanischen Völker hinabgesunken, wie das häufig mit Mythen geschieht, denen der religiöse Zusammenhang verlorengegangen ist. Vor allem die berberischen Tuareg haben allerdings ihren Mythenschatz, etwa die Geschichte von der Prinzessin Tin Hinan, der Urmutter der Tuareg, weitgehend bewahrt (ihr Grabmal befindet sich in Abelessa). Ähnlich verhält es sich mit den Mythen über die riesenhaften Ureinwohner der Sahara, die von den Tuareg so genannten Isebeten – sie kennen sogar das Grab ihres Königs Akkar –, wie sie in manchen saharischen Felsmalereien dargestellt sind, etwa im Ennedi die „Vier Grazien von Erdebe“. Die Kanuri kennen dieselben Geschichten. Um das immer noch rätselhafte Volk der Garamanten, die mit der ersten Invasion der Araber im 7. Jahrhundert spurlos verschwanden, ranken sich weitere Sagen, ebenso wie um die verschwundene Oase Zarzura und das geheimnisvolle Volk der Saharaschmiede, wobei die Grenzen zwischen eher religiös oder stammesgeschichtlich/genealogischem Mythos und Sage bzw. Märchen oft stark verschwimmen.